# Pompeje (stanowisko archeologiczne)

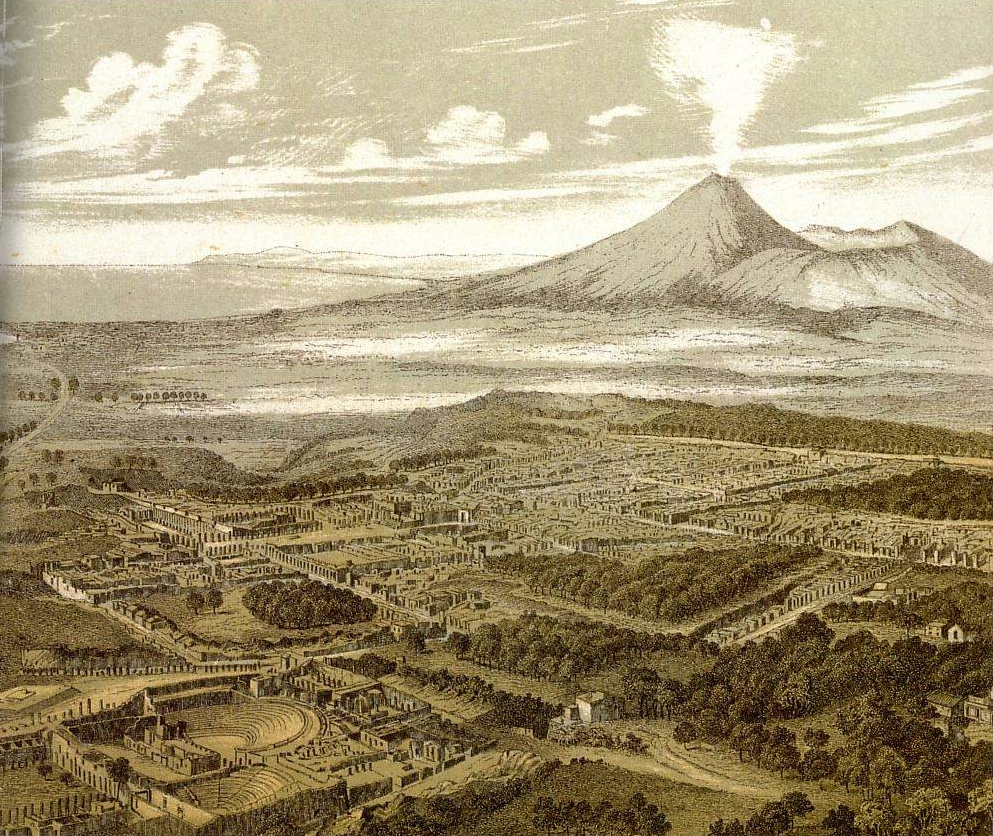
Widok Pompei (litografia Friedricha Federera, 1850)

Ostatni dzień Pompei (mal. Karł Briułłow, 1830-1833)

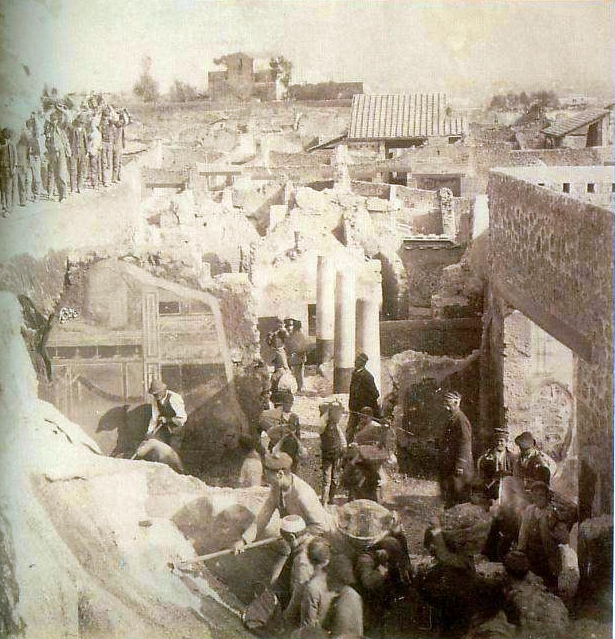
Fragment prac wykopaliskowych prowadzonych w końcu XIX wieku

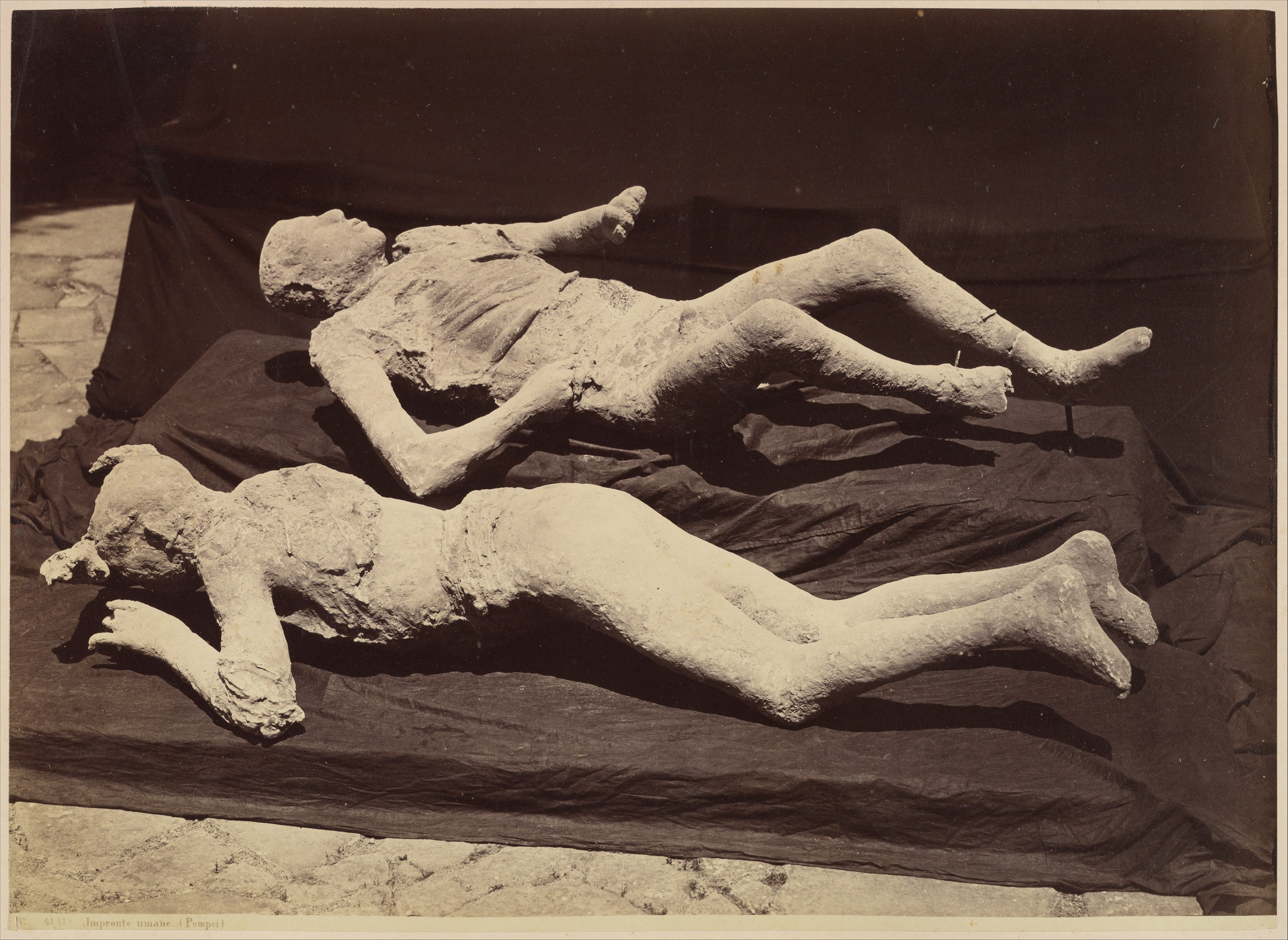
Gipsowe odlewy ciał ofiar zagłady (fot. Giorgio Sommer, ok. 1875)

Pompeje, dawniej Pompeja (łac. Pompeii, wł. Pompei) – miasto w regionie dzisiejszej Kampanii we Włoszech zniszczone w czasach cesarstwa rzymskiego przez erupcję Wezuwiusza w 79 roku, która zniszczyła również Herkulanum i Stabie.
Ruiny położone są ok. 20 km na południowy wschód od Neapolu. Popiół wulkaniczny zachował w nich budowle, przedmioty oraz utrwalił ciała ludzi i zwierząt, co obecnie daje wgląd w życie starożytnego rzymskiego miasta średniej wielkości.

## Historia
Miasto zostało założone w VII wieku p.n.e. przez Osków, następnie znalazło się pod panowaniem greckim, później (525–474 r. p.n.e) etruskim. W czasach oskijskich lub etruskich miasto zostało otoczone murami obronnymi zbudowanymi z wulkanicznego tufu. Pod koniec V w. p.n.e. zdobyte przez Samnitów. U schyłku IV wieku p.n.e. Pompeje zawarły z Rzymem układ sojuszniczy, który zobowiązywał je do pomocy militarnej, lecz pozostawiał mieszkańcom autonomię, własne urzędy i język.
Historyczne Pompeje powstały na stoku wzniesienia utworzonego przez prehistoryczną lawę. Położone były na wysokości 40 m n.p.m. nad rzeką Sarnus (dzis. Sarno). Rejon ten, niezwykle korzystny dla osadnictwa (łagodny klimat, żyzność ziemi, przystanie na brzegach Zatoki Neapolitańskiej), przyciągał zarówno ludy italskie, jak i kolonizujących Greków, sprzyjając mieszaniu się rdzennej i napływowej ludności oraz tworzeniu mozaiki kultur.
Jeszcze przed dominacją samnicką zostało przekształcone z niewielkiej osady rolniczej w miasto rozplanowane wokół tzw. Trójkątnego Forum. Pod panowaniem Samnitów obszar 66 ha otoczono murem obronnym o długości ok. 3 km. Pompeje miały system kanalizacyjny poprowadzony wzdłuż ulic. Woda do fontann ulicznych, term i bogatszych domów dostarczana była akweduktem. Budynki mieszkalne wyposażone były w zbiorniki impluvium gromadzące deszczówkę. Zabudowa rozplanowana wzdłuż regularnej siatki ulic podzielona była na dziewięć sfer, z których każda pełniła określoną funkcję. Gospody i stajnie dla zwierząt jucznych rozlokowane były w pobliżu bram wjazdowych. Przy głównych ulicach usytuowano zajazdy i gospody. Przy ulicach ulokowane były domy mieszkalne z atriami i perystylami. Podczas prac wykopaliskowych odsłonięto liczne sklepy, warsztaty, teatr, forum z bazyliką, kurią i świątyniami, trzy palestry i termy, amfiteatr z koszarami gladiatorów i wiele innych obiektów. Dopiero w ostatnim okresie historii zaczęto budować domy mieszkalne poza murami obronnymi, wcześniejsze przebudowy ograniczały się do terenów wewnątrz fortyfikacji. Zmiany polegały m.in. na łączeniu 2-3 starszych, pochodzących z okresu samnickiego domów w duże rezydencje z przylegającymi do nich sklepami lub warsztatami. Domy powiększano też przez dobudowywanie piętra.
W okresie pomiędzy IV–I wiekiem p.n.e. miasto było samorządne, zachowywało też tradycyjne samnickie urzędy z mediss toutiksem jako najwyższym urzędnikiem. W III i II wieku p.n.e. przeżywało okres dynamicznego rozwoju, będąc jednym z najważniejszych portów w regionie, gdy obsługiwało Nolę i Nucerię. W jego gestii znajdowało się również ujście żeglownej rzeki Sarnus. Miasto i jego okolice było położone na żyznych ziemiach, gdzie uprawiano winorośl (z produkcją wina renomowanego w świecie antycznym), oliwki i zboża. W II wieku p.n.e. nastąpiło jego znaczne rozszerzenie w kierunku północnym i wschodnim oraz przebudowa centralnych części z położonymi przy forum budowlami reprezentacyjnymi. Liczba ważnych i reprezentacyjnych budowli oraz ich wielkość pozwoliły Pompejom nawet wyprzedzić pod tym względem ówczesny Rzym. Był to skutek handlowych zysków na dostawach dla wojska oraz gwałtownego rozwoju handlu z greckim Wschodem po zwycięskich wojnach z Kartaginą.
W wojnie sprzymierzeńczej w 89 roku p.n.e. Pompeje stanęły po stronie miast italskich. Miasto musiało odegrać znaczącą rolę w wojnie, ponieważ było wymieniane wśród tych ośrodków, które zbuntowały się jako pierwsze. Appian z Aleksandrii wspomina też o walkach prowadzonych w regionie Pompejów przez Sullę, zaś Wellejusz Paterkulus wspomina oblężenie miasta, brak natomiast archeologicznych śladów zdobycia miasta w boju. Po zakończeniu wojny zostało pozbawione praw i przekształcone w 80 roku p.n.e. w rzymską kolonię wojskową Colonia Veneria Cornelia Pompeianorum. Kolonie sullańskie były ustanawiane tylko w najbardziej wrogich ze zdobytych miast italskich. Przez ponad dwadzieścia lat pierwotni mieszkańcy byli pozbawieni większości praw obywatelskich i dyskryminowani na rzecz kolonistów, rekrutowanych wśród weteranów wojska Sulli. Największy rozwój miasta nastąpił w I wieku n.e. Głównym źródłem utrzymania mieszkańców był handel morski.

## Zagłada
Po raz pierwszy miasto zostało zniszczone w 65% przez silne trzęsienie ziemi 5 lutego 62 roku. Mieszkańcy jednak zdołali je odbudować. 17 lat później niespodziewana erupcja wulkanu pogrzebała je kilkumetrową warstwą popiołu, zabijając mieszkańców, którzy nie zdążyli się ewakuować (badania ujawniły ok. dwa tysiące ciał). Świadkiem zagłady miasta był Pliniusz Młodszy, który w liście opisał wybuch wulkanu i spowodowaną nim tragedię. Zgodnie z jego relacją, wybuch nastąpił około południa. W pierwszej fazie z Wezuwiusza wydobyły się wysokie słupy ognia, później czarna chmura, która przesłoniła słońce. Na Pompeje posypał się deszcz rozżarzonych lapilli i popiołu wulkanicznego, który wzniecał pożary, zabijał ludzi i powodował swoim ciężarem walenie się budowli. Mieszkańców uśmiercały także trujące gazy wydobywające się z wulkanu. Trzy dni trwała nieprzerwana erupcja, w wyniku której miasto pokryła warstwa popiołów o grubości 5–6 m. Zniszczenia objęły obszar od Herkulanum po Stabie. Według relacji Diona „pojawiło się też tyle pyłu, że jego część dotarła aż do Afryki, Syrii i Egiptu; dotarł też do Rzymu, wypełnił nad nim niebo i zakrył słońce”. On też jako pierwszy pisarz starożytny wymienił z nazwy miasta, które ucierpiały w wyniku erupcji.

## Datowanie erupcji z 79 roku
Dzień wybuchu Wezuwiusza, który doprowadził do zniszczenia miasta, przez wiele stuleci był cytowany za Pliniuszem Młodszym z Listu do Tacyta. W liście 16 z księgi VI podaje on, że wybuch wulkanu nastąpił „na dziesięć dni przed kalendami wrześniowymi”, co odpowiada 24 sierpnia według naszego kalendarza. Problem w tym, że Pliniusz napisał te słowa około 25 lat po wybuchu i prawdopodobnie pomylił datę.
Od wielu lat wielu historyków, uwzględniając odkrycia archeologiczne, podaje w wątpliwość datowanie Pliniusza. W czasie wykopalisk, w amforach służących do zbiorów, odnajdywane są owoce charakterystyczne dla okresu jesiennego, które w sierpniu nie są jeszcze dojrzałe: granaty, kasztany jadalne oraz suszone figi. W miejscach produkcji wina, odnajdywane są resztki świadczące o dopiero co skończonym winobraniu i rozpoczęciu jego produkcji. W niektórych domach odnaleziono paleniska które w czasie wybuchu były w użyciu ogrzewając pomieszczenia, co w sierpniu jest wykluczone. Wszystko to wskazuje, że erupcja Wezuwiusza miała miejsce jesienią.
W czasie wykopalisk w 2018 r. w jednej z willi, która w momencie wybuchu była przebudowywana, odnaleziono na jednej ze ścian inskrypcję napisaną węglem drzewnym, która podaje, że „16 dni przed kalendami listopadowymi” zakupiono spiżarkę do przechowywania oleju. Kalendy listopadowe zaczynały się 4 listopada, a więc inskrypcję wykonano 17 października według naszego kalendarza. Z innych źródeł wiadomo, że takie napisy często wykonywano w czasie prac remontowych, po czym je ścierano. Archeolodzy raczej nie mają wątpliwości, że napis wykonano na kilka dni przed wybuchem.
Na podstawie powyższych odkryć archeologicznych najbardziej prawdopodobnym okresem niszczycielskiej erupcji Wezuwiusza jest ostatni tydzień października, być może 24 dzień tego miesiąca.

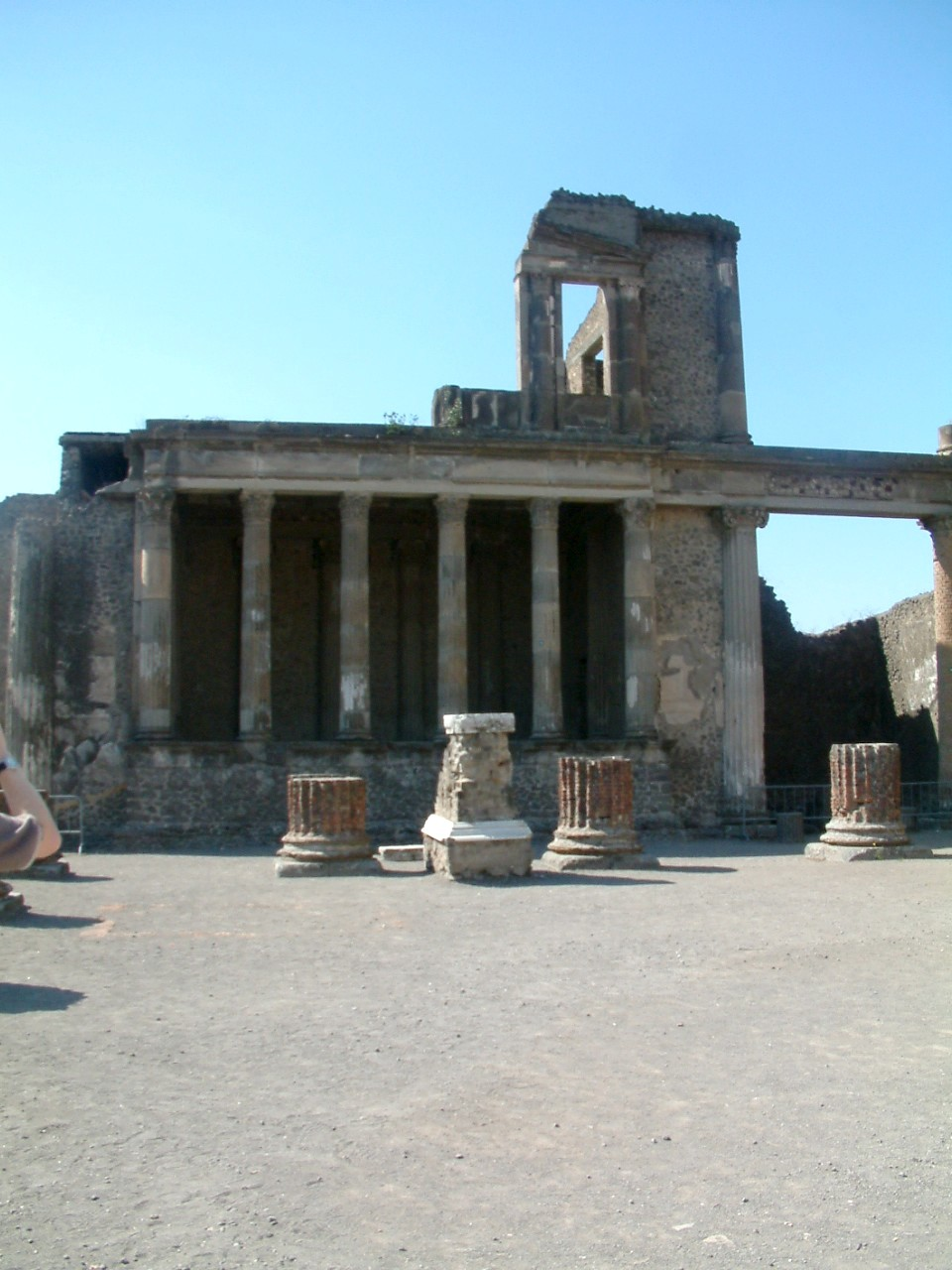
Bazylika – widok na trybunał

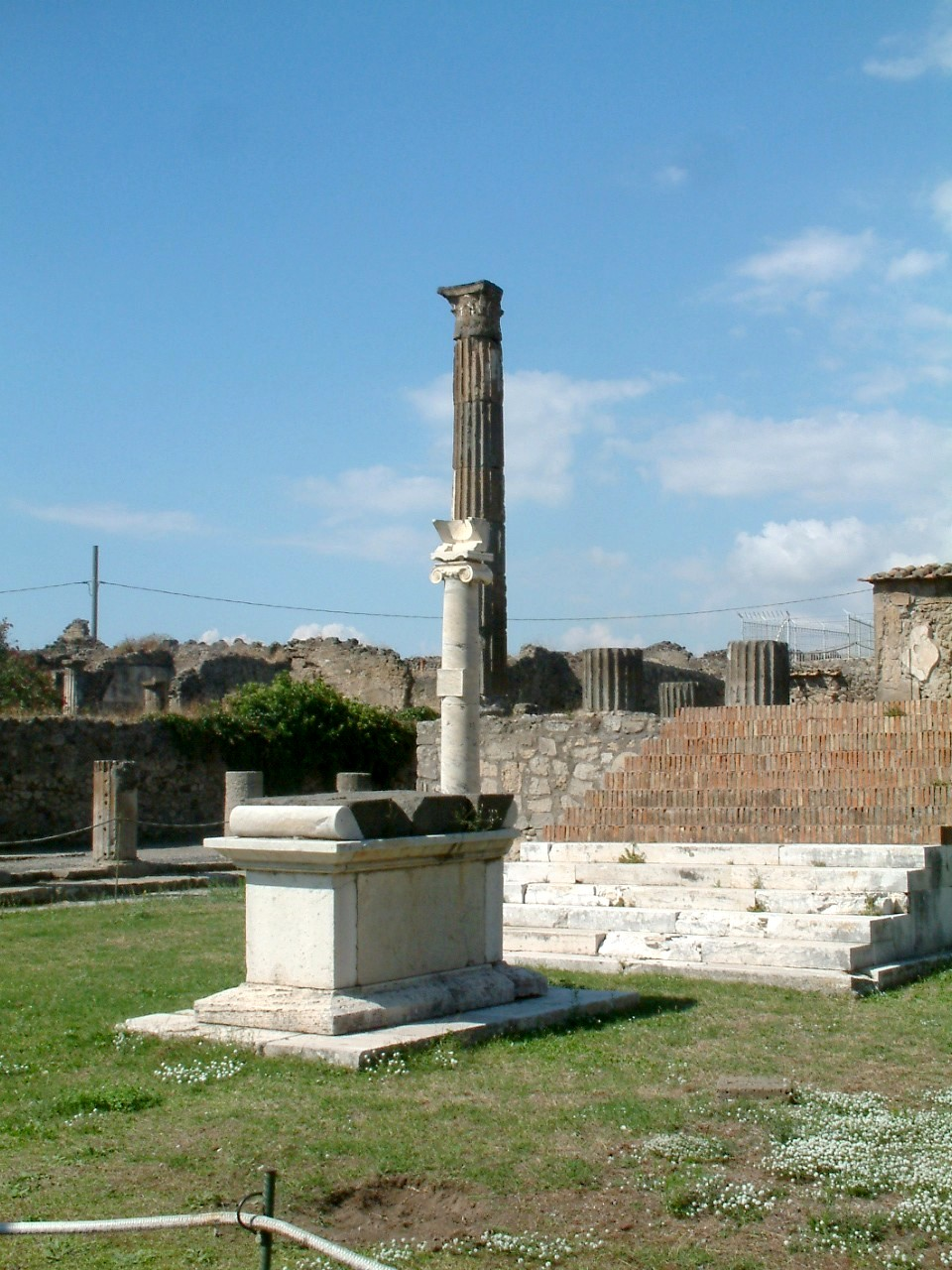
Pozostałości świątyni Apollina – na pierwszym planie ołtarz, obok biała kolumna z zegarem

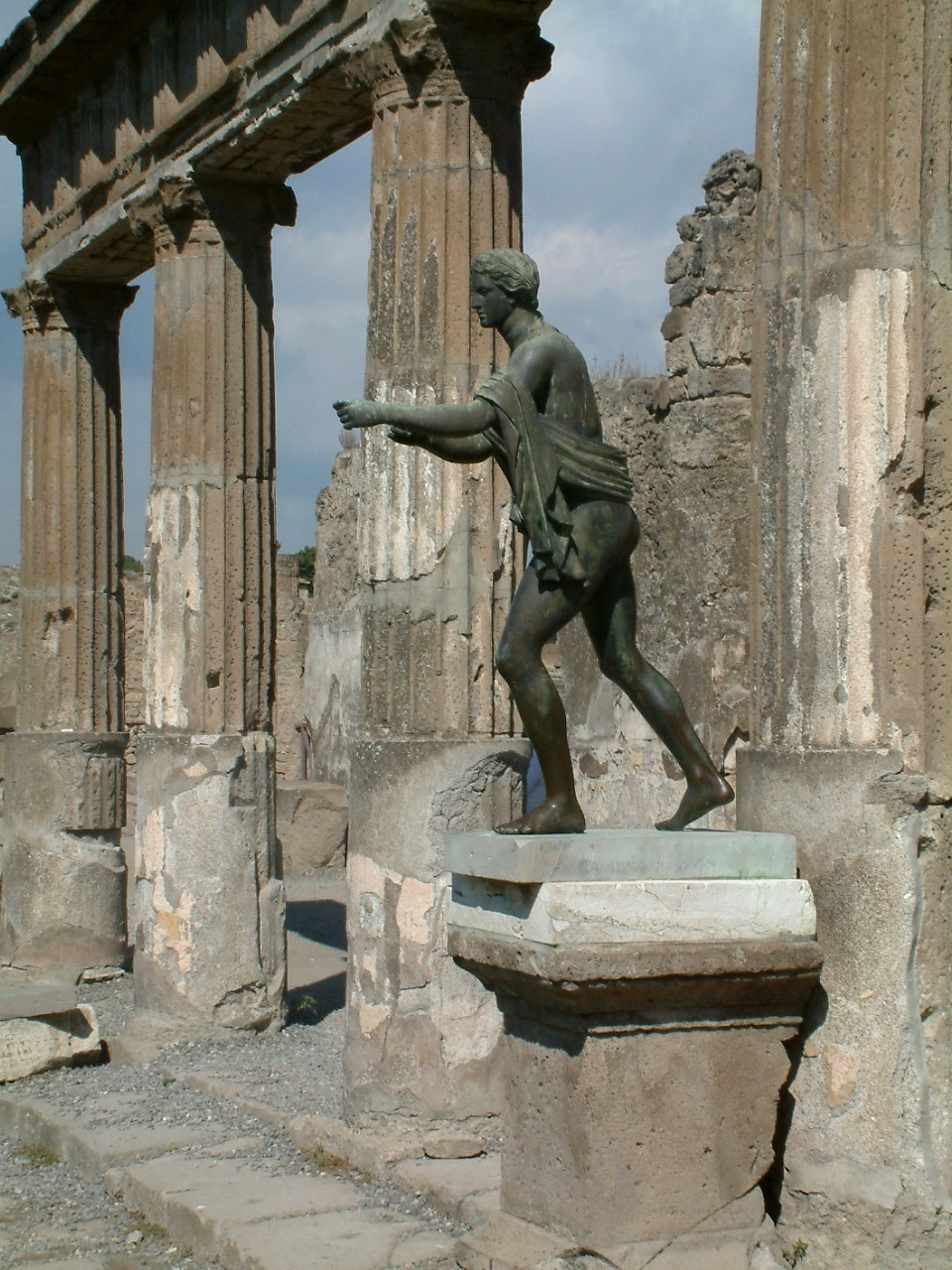
Posąg Apolla ze świątyni bóstwa

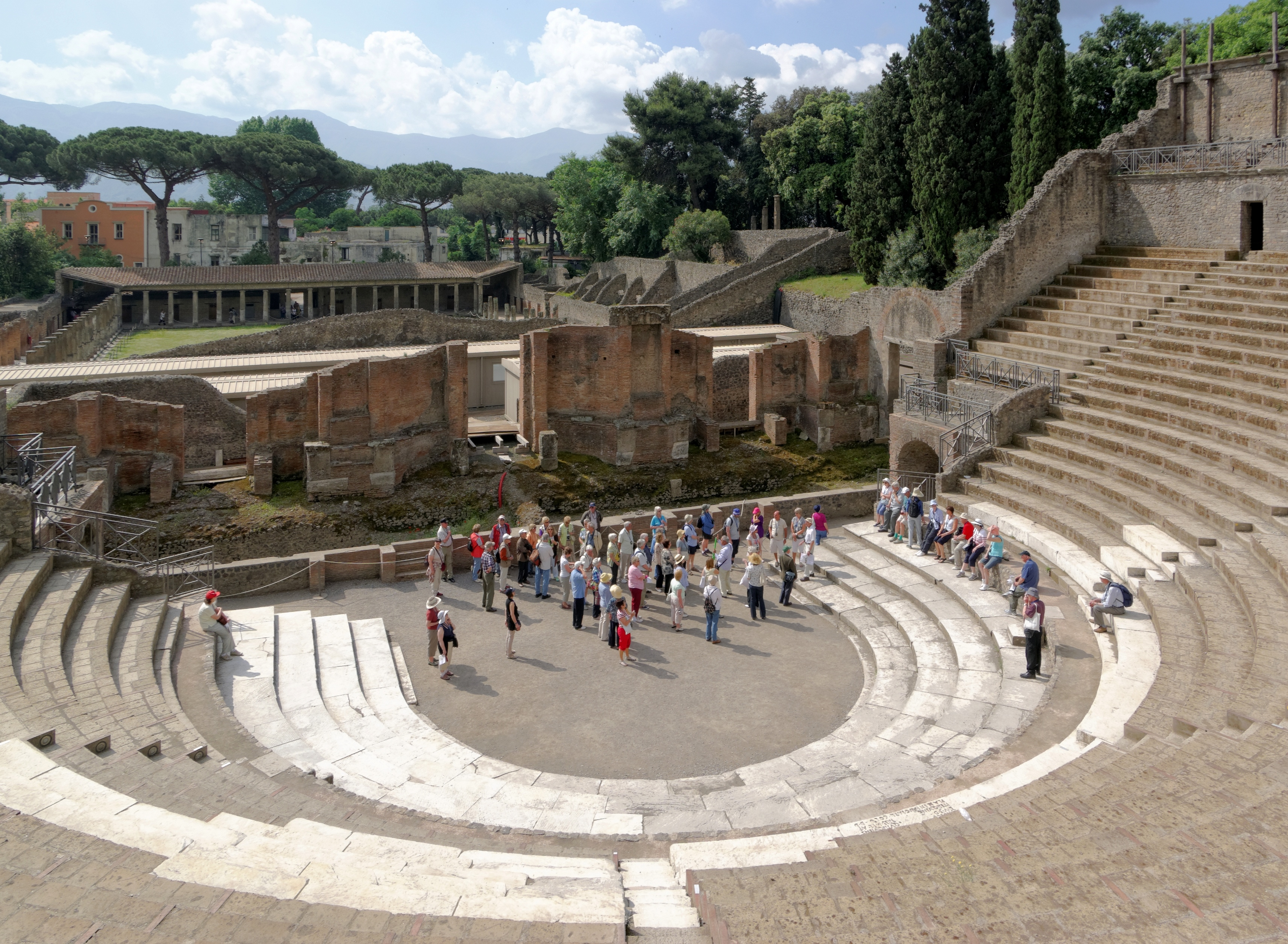
Teatr Wielki w Pompejach

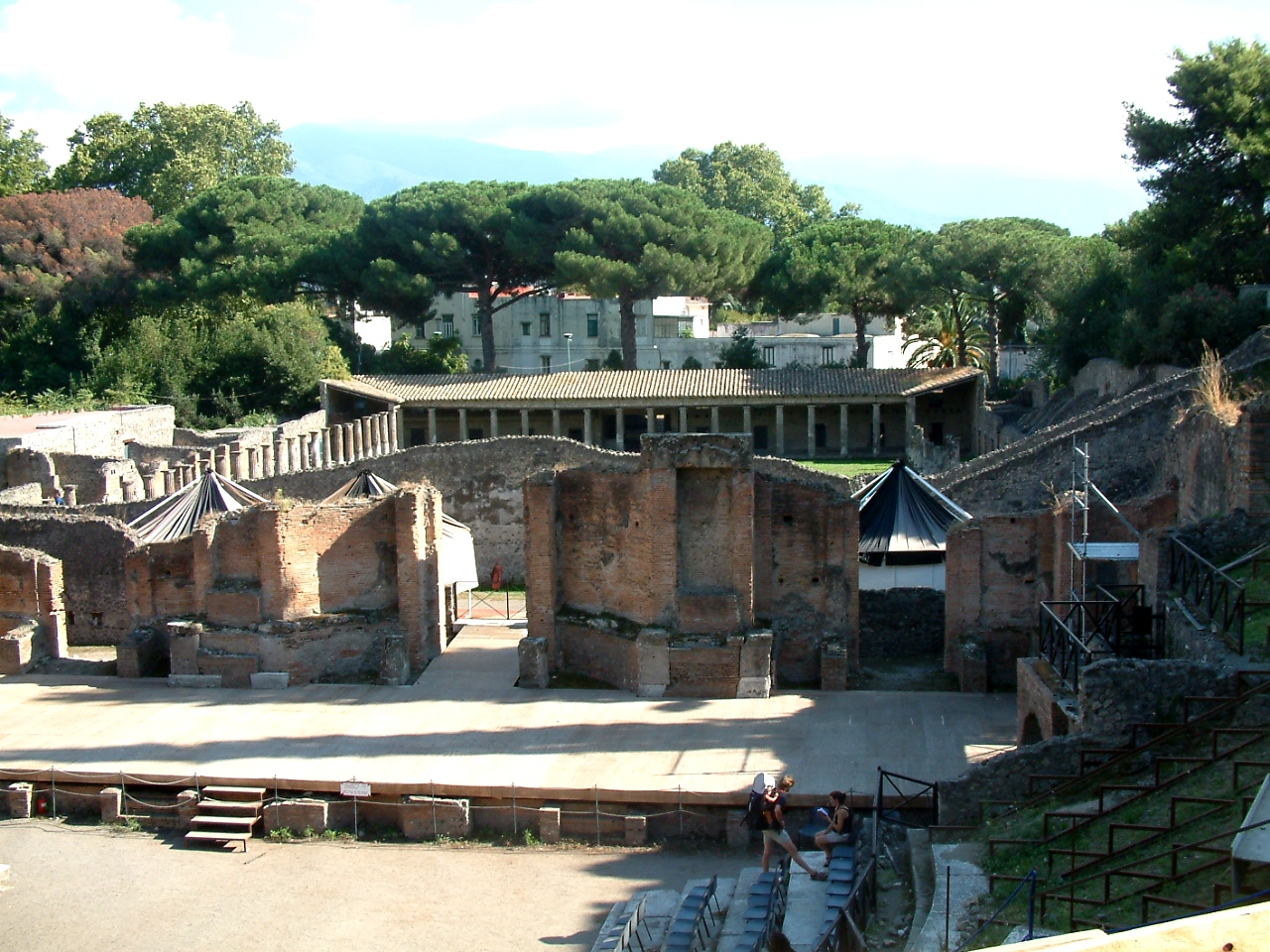
Scena teatru i tzw. Portyk Gladiatorów

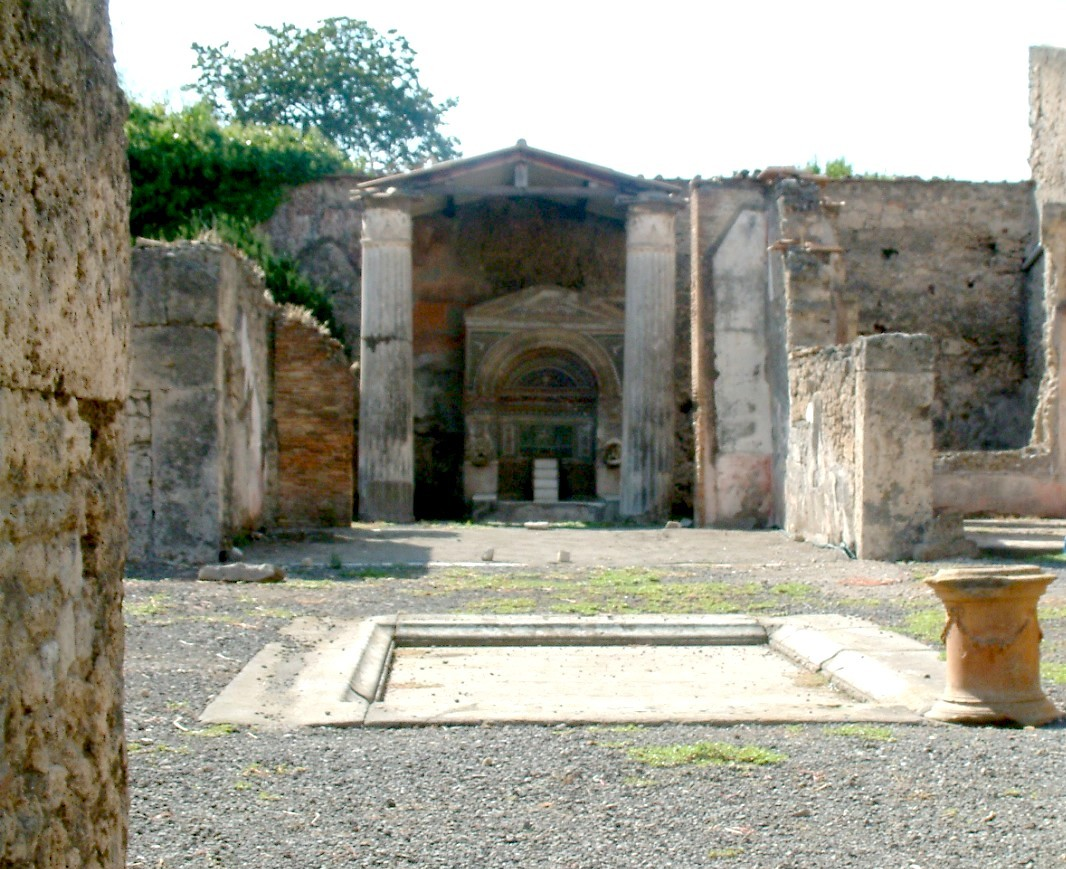
Pompejańskie nimfeum

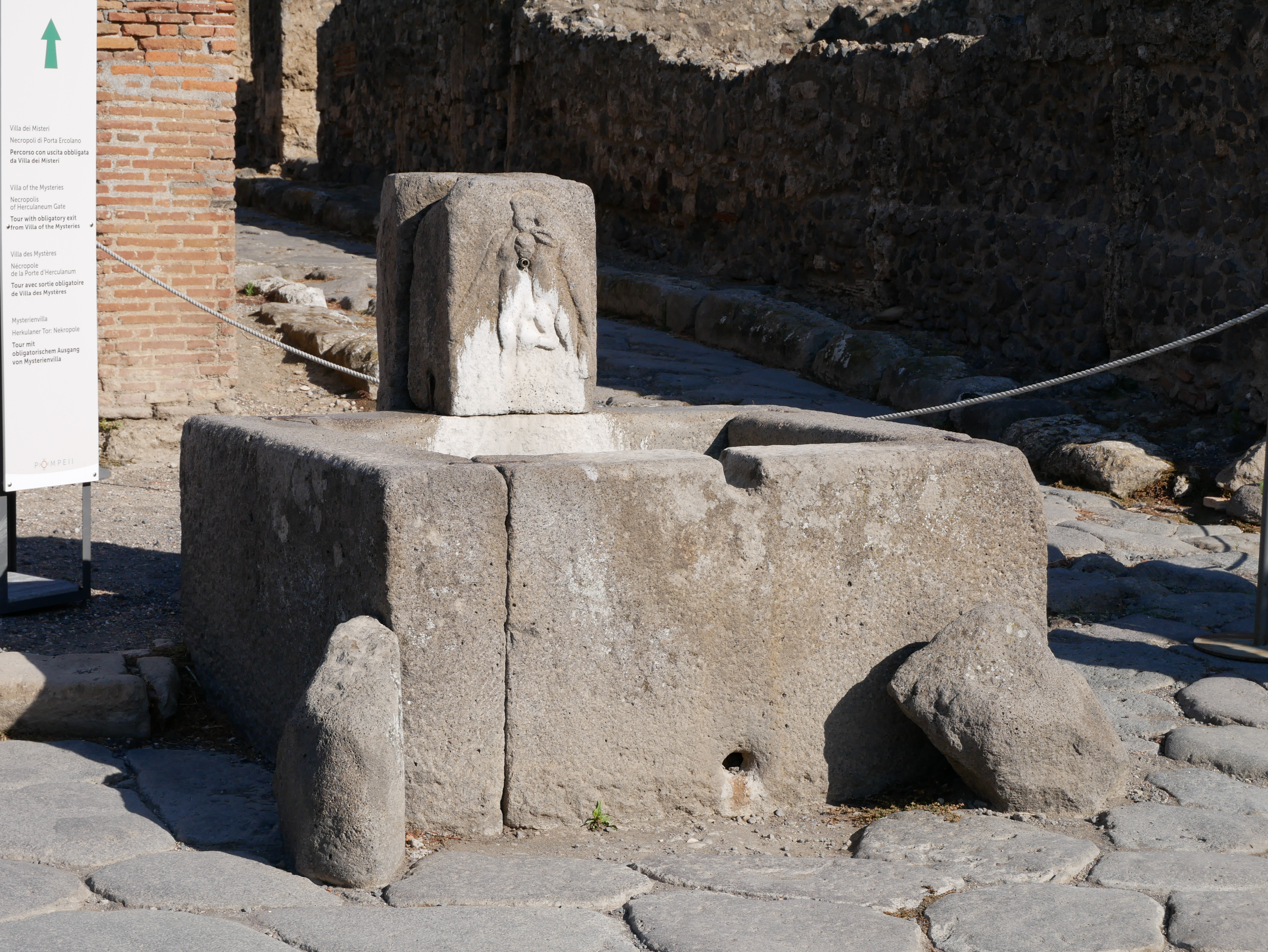
Uliczne źródło wody – fontanna publiczna

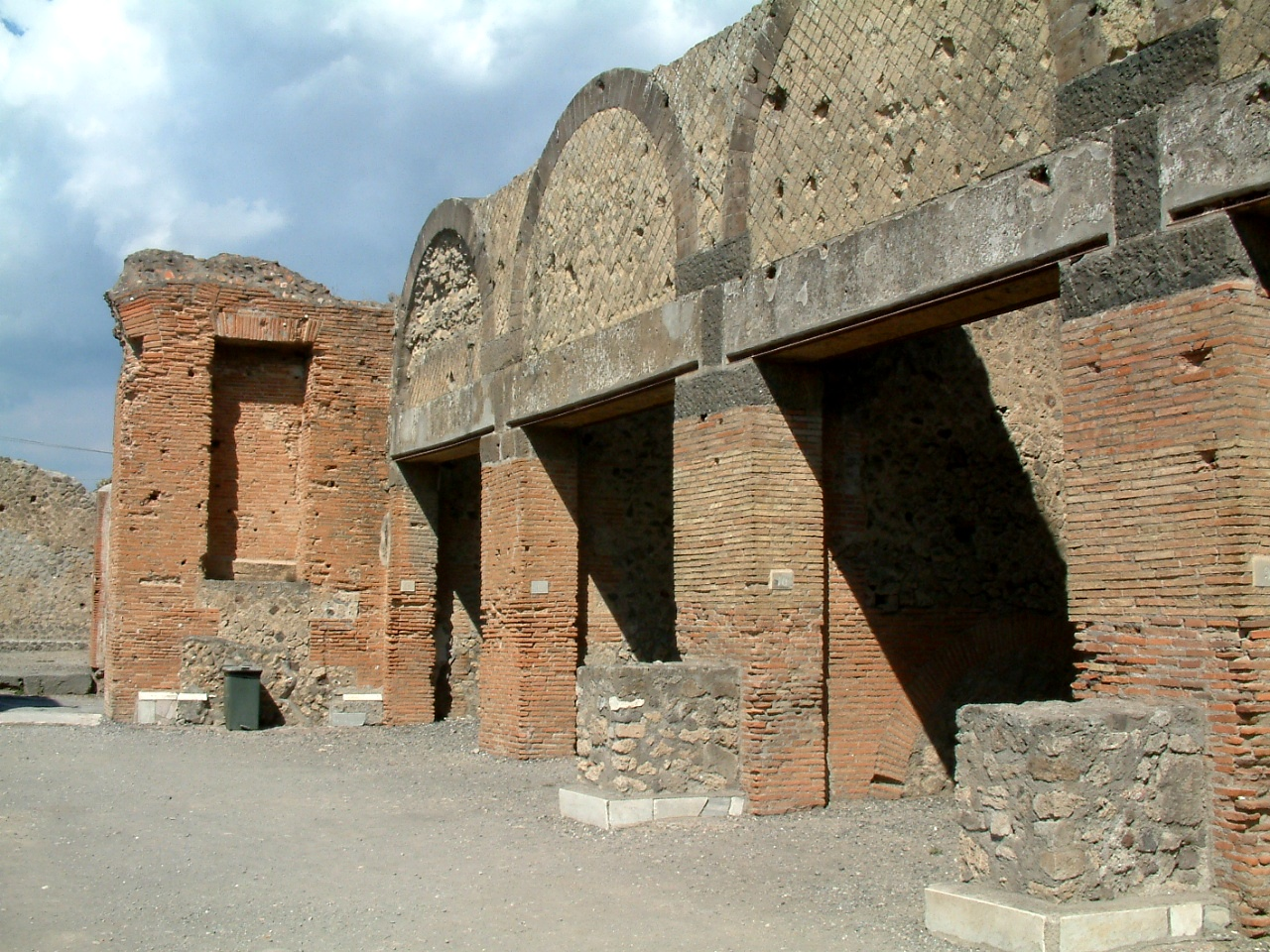
Macellum – wejście do sklepów od strony Forum

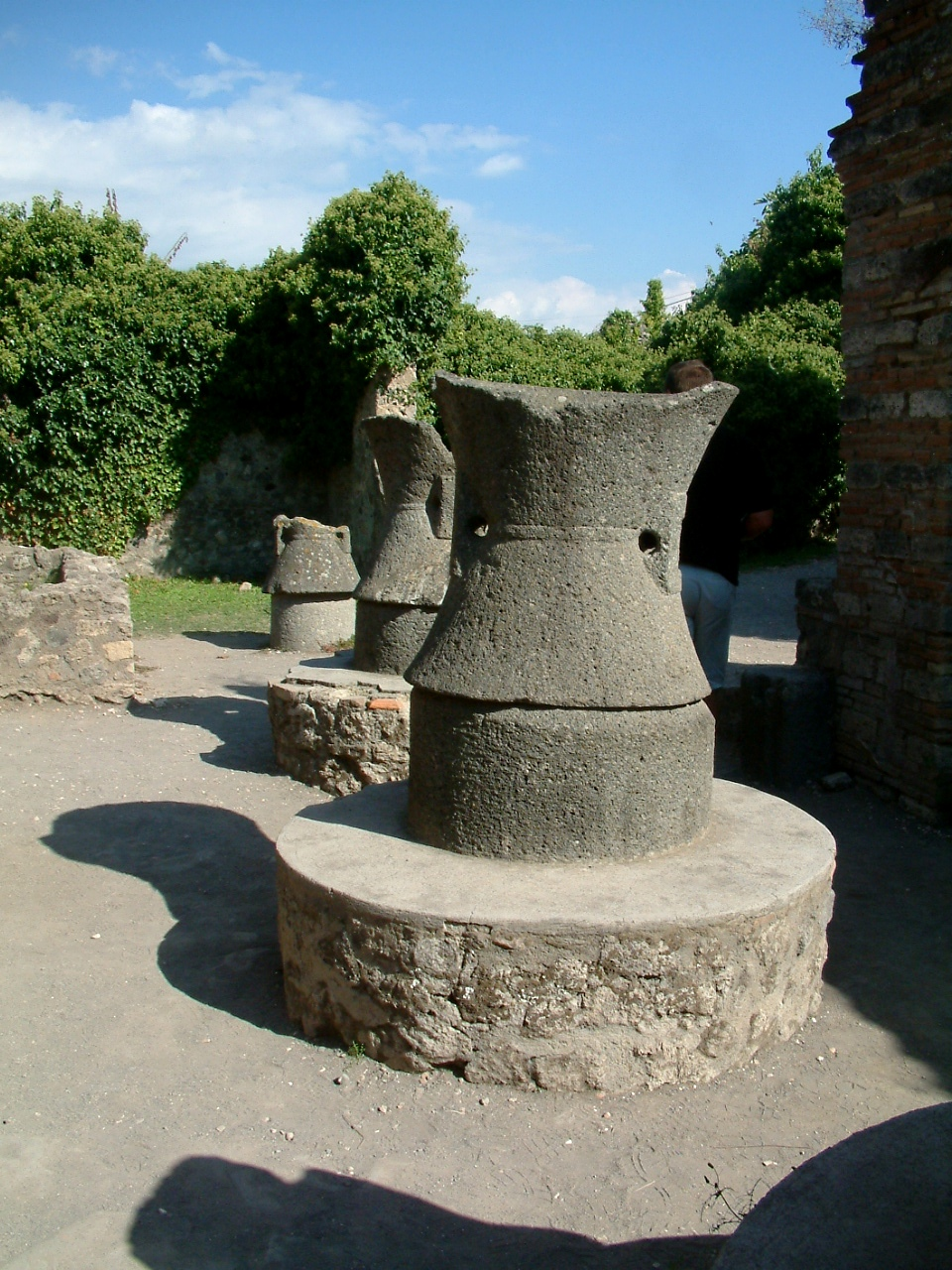
Żarna zachowane w ruinach piekarni (pistrina)

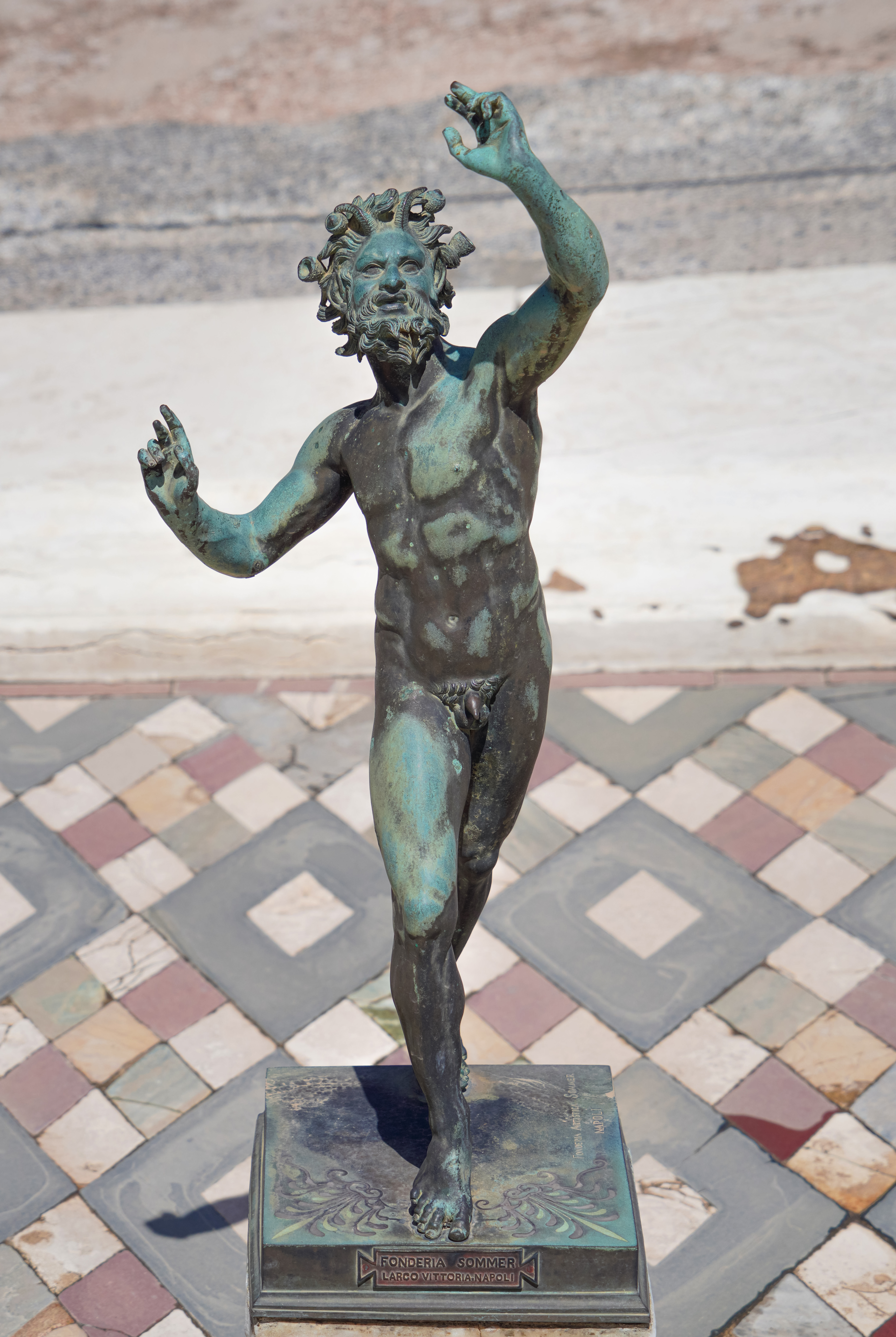
Spopularyzowany posążek (kopia) tańczącego bóstwa z Domu Fauna

## Odkrycie i badania
Pod koniec XVI wieku podczas prac przy budowie kanału, odkryto starożytne napisy. Poszukiwania przeprowadzone w pobliżu potwierdziły istnienie pod ziemią ruin miasta. Prace archeologiczne prowadzono od 1748 roku. W okresie napoleońskim, kiedy na tronie Królestwa Neapolu zasiadał Joachim Murat (król Neapolu w latach 1808–1815), prace wykopaliskowe w Pompejach zintensyfikowano, m.in. dzięki zainteresowaniu i wsparciu żony Murata, Karoliny. Charles François Mazois, francuski architekt i rysownik, sporządził w latach 1809–1813 pierwszy kompleksowy zbiór rycin i planów Pompejów pt. Les ruines de Pompei, który został opublikowany w latach 1824–1838.
W latach 1860–1875 dyrektorem wykopalisk był Giuseppe Fiorelli, który rozpoczął systematyczne prace archeologiczne prowadzone metodą naukową i zapoczątkował regularne publikowanie wyników badań. Pod jego kierownictwem kompleksowo odsłaniano kolejne kwartały zabudowy (insulae), w tym częściowo odsłonięte w poprzednich okresach, z równoczesnym skrupulatnym dokumentowaniem znalezisk. Budowle odkopywano metodą stratygraficzną (warstwami). Fiorelli badał układ urbanistyczny miasta; dla zwiększenia przejrzystości planów, podzielił je na sektory – regiones, kwartały zabudowy – insulae i poszczególne domy, którym nadał numery. Wyniki prac archeologicznych publikowano w „Dziennikach wykopalisk” (Giornali degli scavi), których wydawanie Fiorelli rozpoczął w roku 1861. Był on również założycielem czasopisma naukowego „Notizie degli scavi di antichità” (1876), które ukazuje się do dziś. Nazwisko tego badacza łączone jest też z wynalezioną przez niego metodą wykonywania odlewów gipsowych ciał ofiar wybuchu Wezuwiusza.
W latach 1911–1923 pracami archeologicznymi kierował Vittorio Spinazzola, który m.in. odsłonił bieg jednej z głównych arterii miasta, nazwanej w czasach nowożytnych Via dell’Abbondanza (‘ulica Obfitości’), łączącej rejon amfiteatru z forum. Jednym z celów Spinazzoli było odsłonięcie i zabezpieczenie fasad domów wzdłuż Via dell’Abbondanza.
Dyrektorem stanowiska archeologicznego w Pompejach w latach 1924–1961 był Amedeo Maiuri. Pod jego kierownictwem ukończono odsłanianie fortyfikacji, odkopano nekropolę przy Bramie Nuceriańskiej, odkryto m.in. Willę z Misteriami i Dom Menandra, prowadzono intensywne prace restauracyjne i konserwatorskie oraz częściowe rekonstrukcje wielu obiektów. W celu zabezpieczenia budowli wykonywano zadaszenia i wzmocnienia ścian. W okresie Maiuriego rozpoczęto także wykonywanie miejscowych sondaży stratygraficznych pod poziomem z 79 r. n.e. w celu badania przedrzymskich faz rozwoju miasta. Dopiero w okresie powojennym powstała pierwsza polska monografia Rajmunda Gostkowskiego poświęcona odkryciom i historii tego miejsca (Pompeje, wyd. Towarzystwo Naukowe Katolickiego Uniwersytetu Lubelskiego, Lublin 1954).
W ostatnich dziesięcioleciach prace na terenie stanowiska w Pompejach koncentrują się na konserwacji, utrzymaniu, zabezpieczeniu i dokumentowaniu ogromnej liczby zabytków. Prowadzona jest informatyzacja i cyfrowe katalogowanie obiektów archeologicznych. Kontynuowane są punktowe badania wcześniejszych faz budowlanych.
Do najważniejszych odkryć dokonanych w Pompejach należą malowidła ścienne, które zachowały się w dużej liczbie w bardziej reprezentacyjnych wnętrzach domów, w dość dobrym stanie. Pozwoliło to na odtworzenie historii malarstwa rzymskiego do 79 roku n.e. Oprócz licznych malowideł odnaleziono także interesujące dekoracje w formie mozaik. Stosowane były głównie w miejscach narażonych na działanie wilgoci i wody (na posadzkach, w pobliżu zbiorników wodnych, fontann itp.).
Prace archeologiczne w Pompejach nie zostały zakończone. Część starożytnego miasta nie jest jeszcze odsłonięta. Znaczna część znalezisk pochodzących z Pompejów przechowywana jest w Muzeum Archeologicznym w Neapolu.

## Miasto muzeum
Zwiedzanie udostępnionego dla turystów terenu wykopalisk rozpoczyna się najczęściej od jednej z bram miejskich zwanej Bramą Morską (Porta Marina). Brama ta ma dwa przejścia: węższe – przeznaczone dla pieszych oraz szersze i wyższe dla wozów i zwierząt jucznych. Oba przeloty przekrywa jedno sklepienie kolebkowe. Chodniki od brukowanych ulic oddzielają wysokie krawężniki ułożone w czasach cesarstwa. Dla wygody pieszych w poprzek ulic ułożono duże kamienie ułatwiające przejście. Dodatkowo kamienie regulowały ruch uliczny, część ulic była bowiem dostępna tylko dla pieszych, inne umożliwiały przejazd pojedynczych wozów.
Ulica poprowadzona od Bramy Morskiej prowadzi prosto na Forum. Plac o wymiarach 38 × 157 m otaczała kolumnada wykonana w okresie samnickim w porządku doryckim. Część portyków przebudowano w czasach późniejszych dodając drugą kondygnację kolumn w porządku jońskim. Przy forum umiejscowione były budynki publiczne, kultowe oraz hale targowe. W północnej części forum zbudowano Świątynię Jowisza. Była to budowla usytuowana na cokole o wysokości 3 m, długości 37 m i szerokości 17 m. Na podwyższenie prowadziły schody podzielone na biegi. Świątynię poprzedzał głęboki pronaos. Cellę otaczała dwukondygnacyjna kolumnada, poniżej w niszach umieszczono posągi triady kapitolińskiej (Junony, Jowisza i Minerwy). Niżej świątyni znajdował się skarbiec. Po bokach wzniesiono dwa łuki triumfalne – Germanika i Tyberiusza. Wzdłuż wschodniego boku forum, przed kolumnadą, ustawiono posągi zasłużonych mieszkańców i mównicę. Do południowego boku forum przylegał Budynek Władz Miejskich. Były to trzy sale zamknięte apsydami lub niszami. Środkową część zajmowała kuria, boczne przeznaczone były dla duumvirów rządzących miastem i edylów. Do forum od strony zachodniej przylegały:
- Comitium – niewielki budynek, w którym przeprowadzano wybory.
- Budynek Eumachii – budowla ufundowana przez kapłankę Eumachię dla rzemieślników: tkaczy, farbiarzy i foluszników. Budowlę poprzedzał portyk, za którym zachowały się fragmenty ściany z portalem ozdobionym reliefem złożonym z liści akantu przeplecionych rzeźbionymi postaciami niewielkich zwierząt. Po bokach znajdują się nisze, w których najprawdopodobniej odbywały się licytacje. Wewnątrz znajdował się duży portyk otoczony dwukondygnacyjną kolumnadą oddzielającą od dziedzińca magazyny. Na wprost wejścia są pozostałości trzech dużych apsyd, w których umieszczono posągi Liwii, Tyberiusza i Druzusa. Za środkową apsydą stał też posąg Eumachii.
- Świątynia Wespazjana – otaczały ją ściany zdobione stiukami. Przed cellą zachował się marmurowy ołtarz ozdobiony płaskorzeźbą. Na jednej ze ścian umieszczono scenę składania ofiary.
- Świątynia Larów – zbudowana została po trzęsieniu ziemi. Otaczały ją trzy ściany ozdobione płytami z marmuru i malowidłami. W ścianach bocznych wykonano prostokątne nisze, a w tylnej apsydę. W nich umieszczono bóstwa opiekuńcze miasta.
- Macellum – wzniesiona w czasach cesarstwa kryta hala targowa, w której rozmieszczono sklepy otwarte na dziedziniec wewnętrzny oraz przylegające ulice i forum. W środkowej części dziedzińca znajdował się krągły, nakryty kopułą podpartą 12 kolumnami pawilon ze zbiornikiem na ryby. W dalszej części umieszczono najprawdopodobniej kaplicę poświęconą rodowemu kultowi cesarza (odkryto tam posągi Oktawii, siostry Augusta, i Marcellusa znajdujące się w Muzeum Narodowym w Neapolu).

- Bazylika – zajmująca plac o wymiarach 24 × 55 m została zbudowana w latach 120–178 p.n.e. W pierwszym okresie pełniła funkcję hali targowej. W I wieku był to też gmach sądowy. Budowlę dzieliły dwa rzędy kolumn na trzy nawy. Środkowa, najszersza, najprawdopodobniej nie była przykryta dachem. Na ścianach bazyliki zachowały się napisy sprzed 2 tysięcy lat. Wzdłuż krótszego boku, na wprost forum znajdował się dwukondygnacyjny tribunal. Dłuższy bok Bazyliki przylegał do ulicy prowadzącej od Bramy Morskiej. Naprzeciw niej znajdowała się świątynia Apollina. Bazylika została zniszczona podczas trzęsienia ziemi. Prac rekonstrukcyjnych nie ukończono przed wybuchem wulkanu.

- Świątynia Apollina przylegająca do wschodniego boku forum jest zwrócona frontem do ulicy. Została wzniesiona za panowania Samnitów. Plac wokół świątyni otaczała kolumnada, pod którą umieszczono liczne posągi bóstw i zbiorniki na wodę. Przed nią zachowały się wykonane z brązu posągi Apollina i Diany (na terenie wykopalisk umieszczono kopie odnalezionych rzeźb, oryginały znajdują się w Muzeum Narodowym w Neapolu). Przed świątynią nadal stoi marmurowy ołtarz i jońska kolumna, na której znajdował się zegar słoneczny. Przy wejściu do świątyni stały także posągi Wenus i Hermafrodyty. Sama świątynia umieszczona była na podwyższeniu, na które prowadziły szerokie schody umieszczone w części frontowej. Budynek otoczony kolumnadą poprzedzał portyk (zob. też świątynia Izydy w Pompejach).

- Termy – na terenie wykopalisk odkryto trzy kompleksy term miejskich. Najmniejsze, tzw. Termy Rynkowe, znajdowały się w pobliżu Forum, na północ od świątyni Jowisza. Składały się z dwóch bliźniaczych struktur, z których jedna przeznaczona była dla kobiet, a druga dla mężczyzn. W skład kompleksów wchodziły szatnie, pomieszczenia na kąpiel zimną, ciepłą i gorącą. Sale ogrzewane były gorącym powietrzem krążącym pod posadzką i pomiędzy ściankami działowymi (hypocaustum). Pomieszczenia ozdobione były stiukami. W tepidarium (sali do wypoczynku) zachowały się gliniane figurki atlasów i piec z brązu ogrzewający powietrze. Do term przylegała niewielka palestra. Oprócz Term Rynkowych odkryto także tzw. Termy Centralne oraz Termy Stabiańskie.

- Teatr Wielki – zbudowano w III wieku p.n.e. wykorzystując naturalne zagłębienie terenu. Widownia mieszcząca 5 tysięcy widzów podzielona była na pięć sektorów. Położone najniżej 4 rzędy przeznaczone były dla społecznej elity, dalsze 15 rzędów służyło pozostałym widzom. Scena wymurowano z cegły, pomiędzy nią a orchestrą zachowało się wgłębienie dla opuszczanej kurtyny; zachowane zostały też otwory, gdzie umieszczano maszty, które podtrzymywały osłaniające widownię velarium. Do teatru przylega prostokątny portyk służący wcześniej jako foyer, później przeznaczony na koszary gladiatorów (tzw. Portyk Gladiatorów).

Amfiteatr – zbudowany w 80 roku p.n.e., mieścił 20 tysięcy widzów. Budowla miała wymiary 135 × 104 m. Nie stworzono tam podziemnych pomieszczeń, a dojścia do areny poprowadzono od zewnątrz. Wokół najwyższego sektora znajdowała się galeria z osobnymi wejściami. Przeznaczona była dla kobiet, którym na uczestniczenie w takich widowiskach zezwolono za panowania Augusta.
Wśród warsztatów rzemieślniczych zwracają uwagę zachowane pozostałości licznych piekarń. Odkryto w nich zachowane w dobrym stanie piece i kamienne żarna. Żarna złożone były z dwóch części: główną była meta – część dolna, nieruchoma, o kształcie stożka umieszczonego na kolistej podstawie, w której zagłębieniu zbierała się mąka. Na nią nakładano część ruchomą w kształcie połączonych wierzchołkami dwóch stożków. Do lejkowatego wpustu w górnej części wsypywano ziarna, które mielono na mąkę poprzez obrót części ruchomej.
Na uwagę zasługują też jadłodajnie, tzw. termopolia, dostępne z ulicy, z charakterystycznymi dla nich murowanymi ladami z wgłębieniami, w których umieszczano naczynia z gorącymi potrawami i napojami sprzedawanymi klientom. Na trasie zwiedzania znajduje się również lupanar usytuowany na wprost hoteliku (tzw. Hotel Syttiusza). Jego pomieszczenia rozmieszczono na dwóch kondygnacjach, z których wyższa dostępna była z zewnętrznego balkonu przez schody z ulicy. Niewielkie pomieszczenia były niemal całkowicie pozbawione światła; korytarz parteru ozdobiono erotycznymi przedstawieniami i napisami.

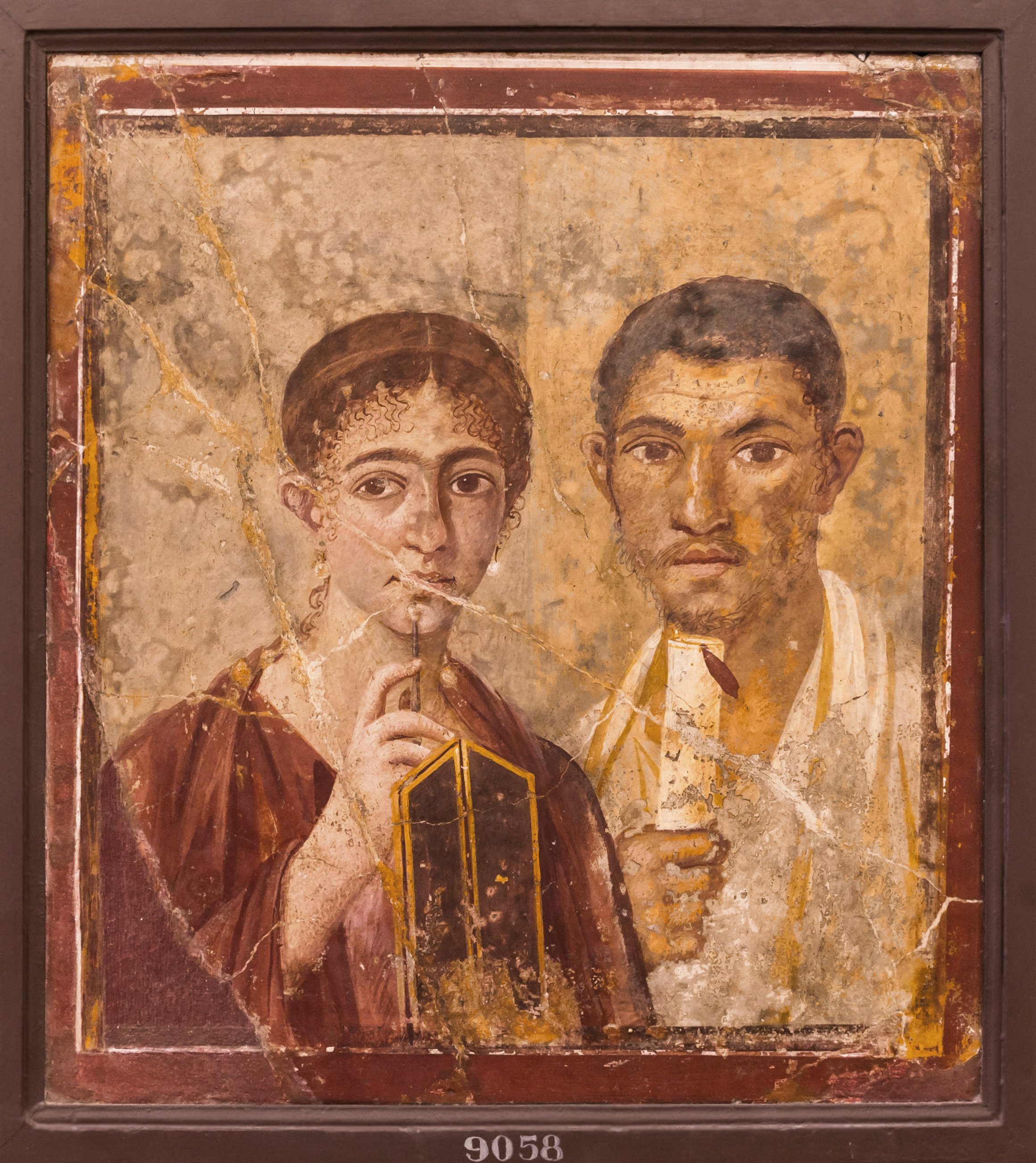
Mieszkańcy Pompejów: Terentius Neo z żoną (fresk z ich domu w VII sektorze)

Odkrywane w Pompejach rzeźby wykonane były przez miejscowych artystów z tufu wulkanicznego, marmuru, kamienia, drewna, brązu. Są to rzeźbiarskie portrety bądź płaskorzeźby stanowiące ozdobne detale architektoniczne. Wśród pomniejszych wyrobów rzeźbiarskich odnaleziono dzwonki zawieszane swobodnie tak, by delikatny ruch powietrza wprawiał je w drganie (niektóre z nich o tematyce erotycznej).
Największe wrażenie wywierają odlewy ciał mieszkańców. Popioły pokrywające Pompeje szybko zastygały, zachowując wewnątrz kształt pogrzebanych ciał. Giuseppe Fiorelli opracował metodę wykonywania ich gipsowych odlewów. Przez niewielki otwór wlewał gips sztukatorski, który wypełniał pustą przestrzeń. Po związaniu gipsu usuwał warstwę popiołu, odsłaniając odlewy ciał, przedmiotów, elementów wyposażenia budynków (np. drzwi) itp. W XX wieku zaczęto używać przeźroczystego tworzywa, które pozwala dostrzec wewnątrz odlewu kości i drobne przedmioty.
W październiku 1971 roku, w amfiteatrze koncert bez publiczności zagrał angielski zespół Pink Floyd. Koncert został zarejestrowany i wyświetlany był w kinach. Później został wydany na płycie Live at Pompeii.

## Domy mieszkalne

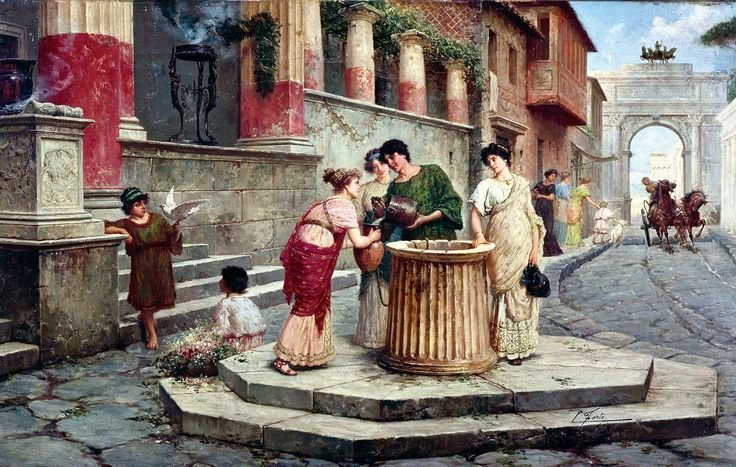
Scena uliczna z Pompejów (mal. E. Forti, kon. XIX w.)

Podczas badań archeologicznych odkopano liczne pozostałości domów mieszkalnych. Większość z nich nazwano od odnalezionych w nich przedmiotów lub inskrypcji. Archeologów zachwyciły odkryte w nich freski i mozaiki. Najpiękniejsze z nich są w zbiorach muzealnych. Typowy dom pompejański rozplanowany był wzdłuż osi prostopadłej do ulicy. Pomieszczenia mieszkalne i gospodarcze rozplanowane były zazwyczaj wokół jednego lub dwóch perystyli połączonych eksedrą. Perystyle poprzedzone były tablinum przylegającym do atrium. W części przylegającej do ulicy często lokowano pomieszczenia sklepów i warsztatów. W ogrodowej części perystyli umieszczano fontanny, nimfea i posągi. W bogatszych domach znajdowały się także prywatne termy. W zależności od zamożności właścicieli wystrój domu był mniej lub bardziej bogaty, a dom zajmował odpowiednią do statusu powierzchnię.

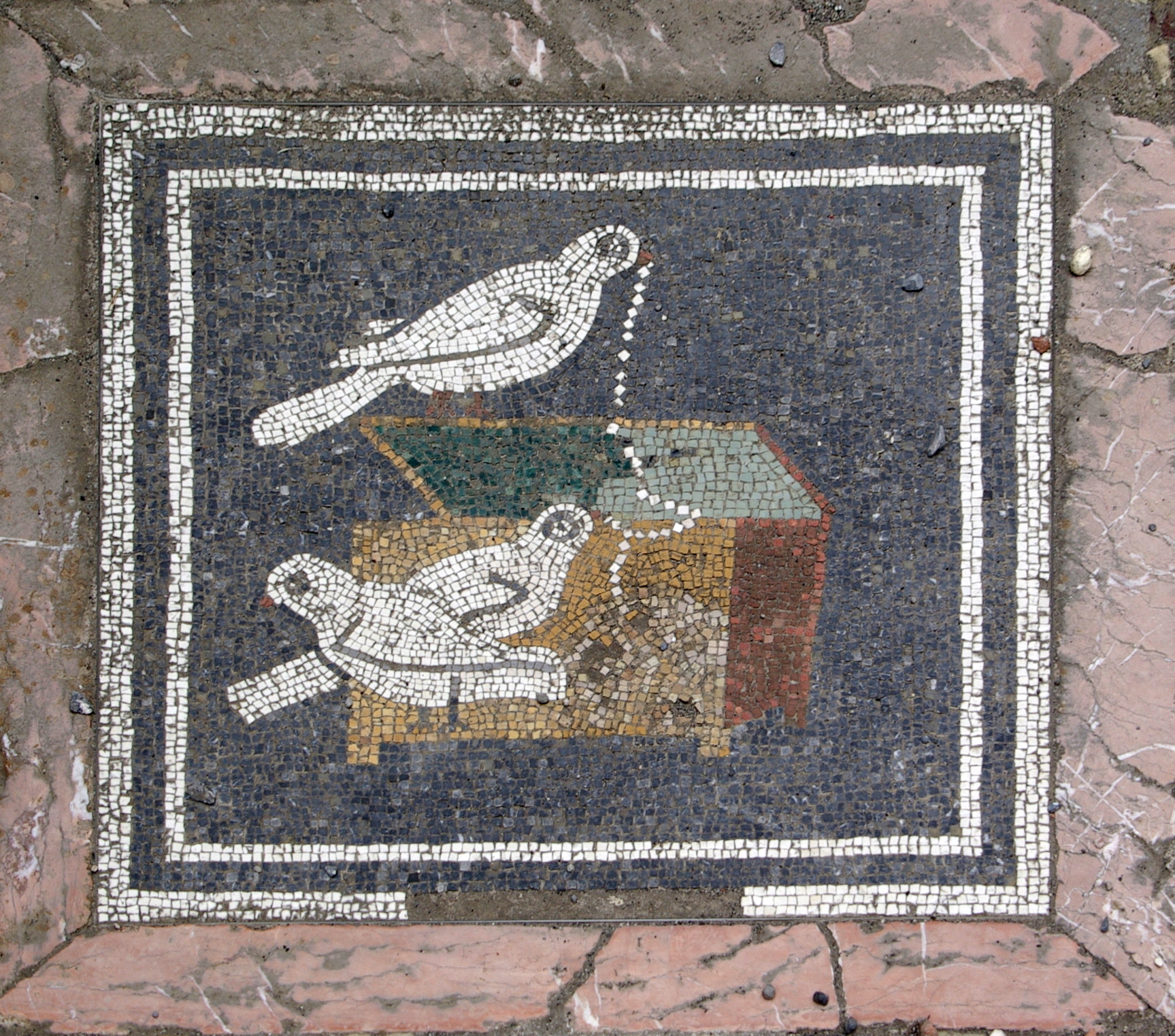
Fragment mozaikowej posadzki w Domu Fauna

Dom Fauna – jest to duży dom zajmujący powierzchnię o wymiarach 40 × 110 m. Zajmuje cały kwartał utworzony pomiędzy czterema przecinającymi się ulicami. Archeolodzy przypuszczają, że należał on do wnuka Publiusza Sulli. Do domu prowadziły dwa wejścia od frontu (drugie, osobne wejście prowadziło do pokojów gościnnych) oraz jedno umieszczone na tyłach. Nad wejściem umieszczono napis „have” (bądź zdrów). Korytarz, przy którym znajdowały się dwie świątynki poświęcone larom, prowadził do dużego atrium z fontanną ozdobioną brązową rzeźbą tańczącego fauna. Tej figurce dom zawdzięcza swoją nazwę. Drugie atrium znajdowało się w części przeznaczonej dla gości. Wokół nich rozlokowano pomieszczenia mieszkalne. Głębiej umieszczono dwa ogrody – perystyle połączone eksedrą. Posadzkę eksedry zdobiła słynna mozaika ozdobiona przedstawieniem bitwy pod Issos stoczonej pomiędzy Aleksandrem Macedońskim a Dariuszem III. Mozaika składa się z około 1,5 mln kamyków (obecnie w Muzeum w Neapolu). Do pierwszego, mniejszego perystylu przylegały pomieszczenia gospodarcze. Drugi, większy otoczony został dwukondygnacyjną kolumnadą złożoną z 88 kolumn. Ściany rezydencji zdobiły malowidła w I stylu pompejańskim.
Dom Wettiuszów – należał do dwóch bogatych kupców – Auliusa Wettiusza Restitutusa i Aulusa Wettiusza Konwiwy. Dom nie ma dużej powierzchni. Wejście z ulicy prowadzi do przedsionka, w którym umieszczono na ścianie duży wizerunek Priapa mającego zapewnić mieszkańcom domu ochronę. Za przedsionkiem umieszczono atrium ozdobione freskami z amorkami. Wokół rozmieszczono pomieszczenia mieszkalne. W budynku jest jeszcze jedno, mniejsze atrium z przylegającą do niego domową kapliczką. Cały dom rozplanowano wzdłuż dwóch boków perystylu. Najciekawsze są zachowane malowidła wykonane w II stylu pompejańskim, podczas odbudowy domu po trzęsieniu ziemi. Ściany zdobią liczne przedstawienia figuralne i architektoniczne.

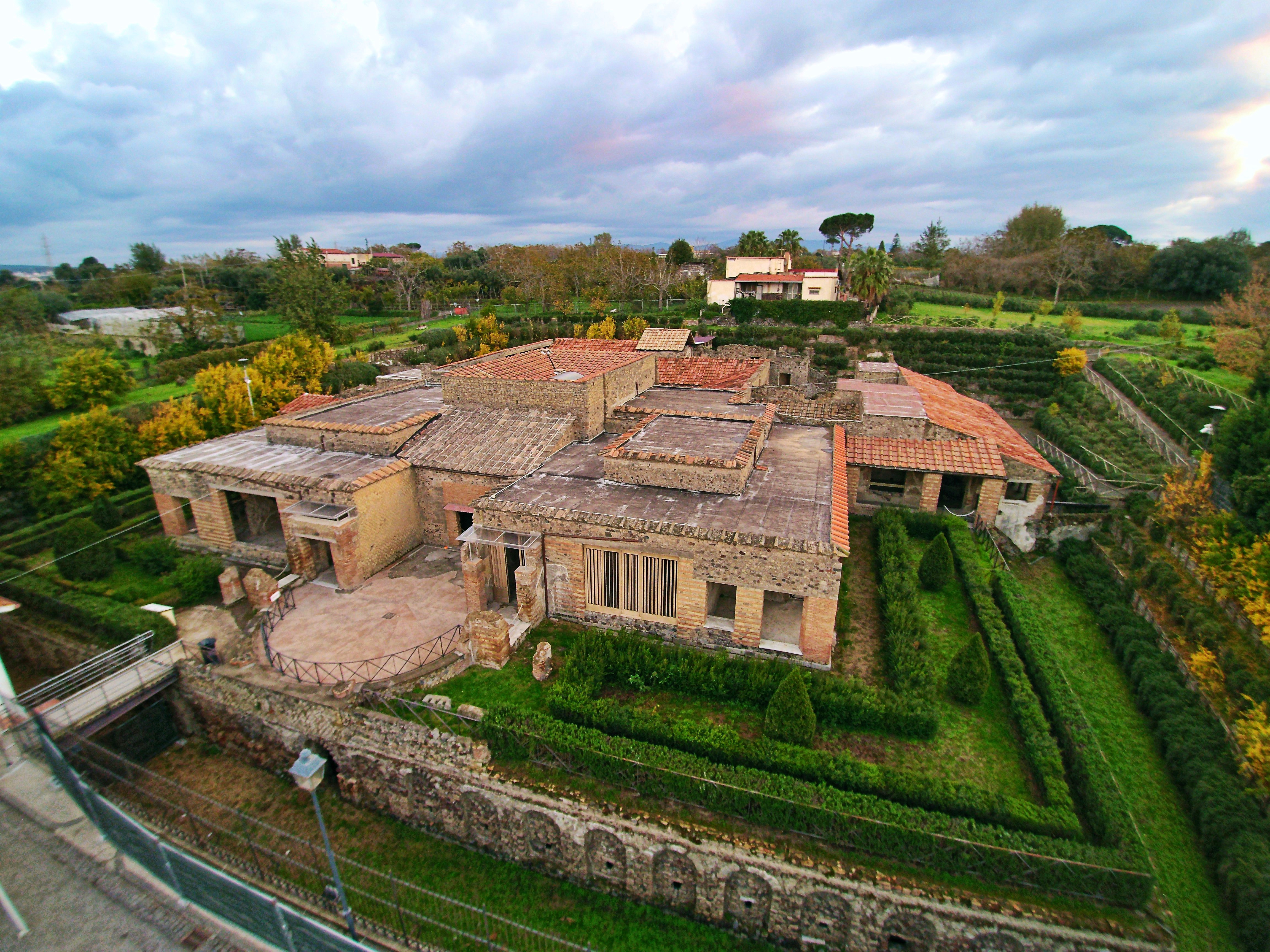
Willa z Misteriami (widok ogólny z lotu ptaka)

Willa z Misteriami – usytuowana jest poza terenem otoczonym murami obronnymi. Jej nazwa związana jest z odkrytymi w niej freskami przedstawiającymi rytuał wtajemniczenia w misteria dionizyjskie. Willa istniała już w II wieku p.n.e. Był to skromny budynek, który z czasem powiększono przez kolejne rozbudowy. Po trzęsieniu ziemi, najprawdopodobniej nowi właściciele przekształcili zabudowania w duże gospodarstwo rolne. Dwukondygnacyjna część frontowa posiadała parter otoczony portykiem i półkolistą eksedrę na piętrze, do której przylegały ogrody umieszczone na tarasach. Bogate dekoracje ścienne wykonane zostały w II stylu pompejańskim, jedynie w tablinum natrafiono na kompozycję w III stylu złożoną z miniatur egipskich umieszczonych na czarnym tle. Oprócz malowidła z misteriami odkryte zostały sceny figuralne przedstawiające tańczących z satyrem i freski o motywach architektonicznych. Misteria Dionizyjskie to kompozycja o wysokości 3 m okalająca komnatę o obwodzie 17 m. Fresk składa się z 29 postaci ilustrujących rytuał od odczytywania tekstu, przez cykl przygotowań kobiety do wtajemniczenia aż do oczekującej na „boskie zaślubiny” młodej panny.

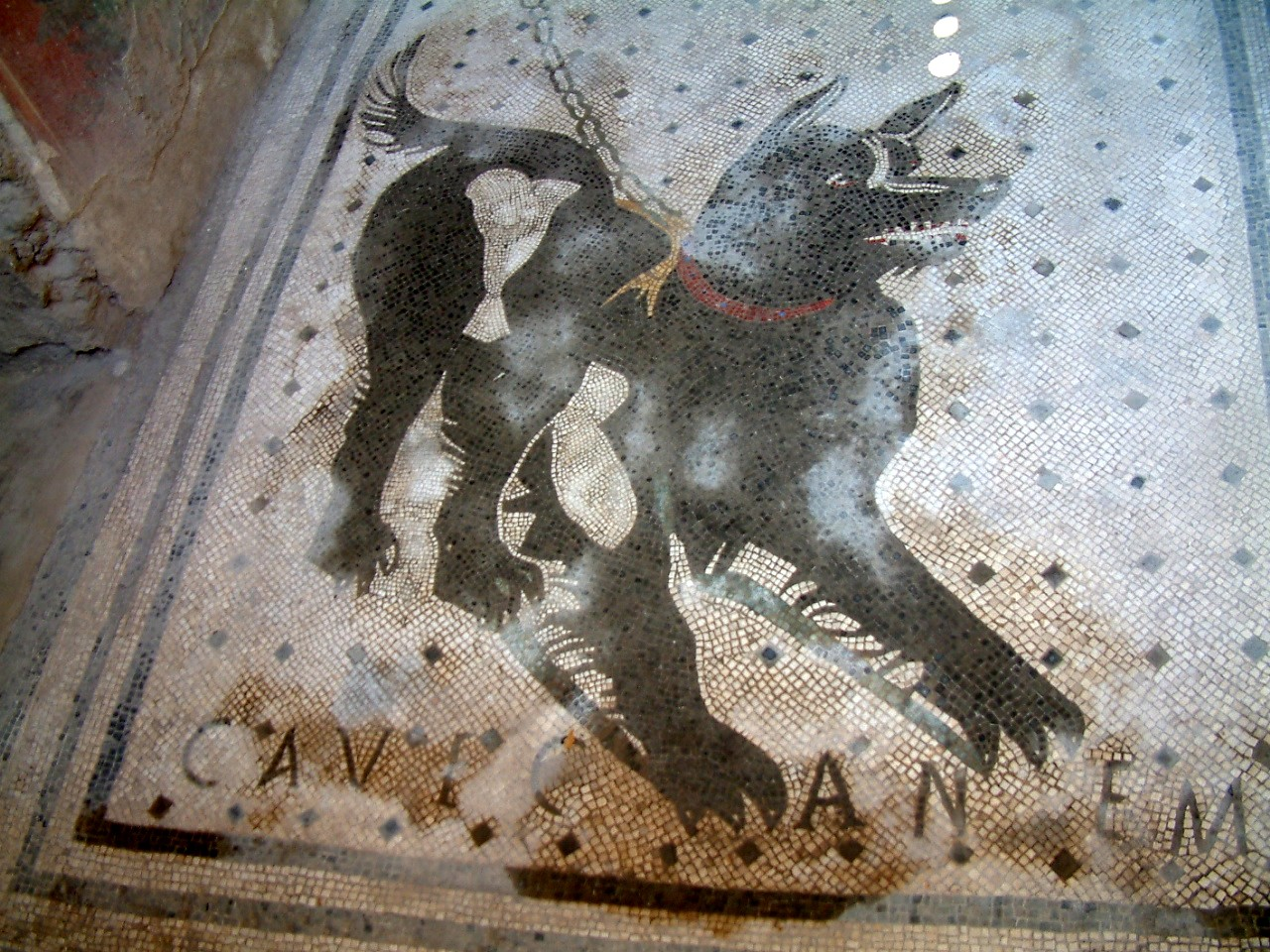
Dom Dramaturga – mozaikowa posadzka wejścia z napisem cave canem

Dom Dramaturga – piętrowy dom w pobliżu Term Rynkowych. Od ulicy poprzedzają go dwa pomieszczenia sklepów, pomiędzy którymi umieszczone jest wejście do domu. W przedsionku jest mozaika z obrazem psa i napisem cave canem – strzeż się psa. Przedsionek prowadzi do atrium poprzedzającego pomieszczenia mieszkalne. Ściany zdobiły dawniej freski figuralne zwane: Ofiarowanie Ifigenii, Uprowadzenie Brezeidy, Hera i Zeus. Na posadzce tablium umieszczona była mozaika przedstawiająca próbę teatralną (stąd nazwa domu). Dzieła te znajdują się obecnie w Muzeum Narodowym w Neapolu.
Dom Lorejusza Tyburtynusa – dom o nietypowym rozplanowaniu z wielkim ogrodem.
Po wybuchu wulkanu w 79 roku w pobliżu zasypanego miasta osiedlili się kolejni mieszkańcy. Powstało nowe miasto – Campo Pompejanum. Najważniejszym zabytkiem tych Nowych Pompejów jest Sanktuarium Matki Boskiej Różańcowej zbudowane w XIX wieku oraz stojąca obok dzwonnica.

## Zagrożenia
Przez wiele lat ruiny Pompejów ulegały stopniowej destrukcji:
- W XVI wieku rozpoczęła się grabież. Apogeum nastąpiło w XVIII wieku, wraz ze wzrostem zainteresowania starożytnością. Pod patronatem książąt i arystokracji zaczęto masowo poszukiwać i wydobywać rzeźby, wazy, monety, klejnoty oraz wykuwano ze ścian malowidła i mozaiki, przez co dokonano znacznych zniszczeń warstwy architektonicznej miasta. W wieku XIX reżyserowano sensacyjne odkrycia dla potrzeb przybywających gości, wydobywając wcześniej odkryte zabytki. Dopiero z końcem XIX wieku i wraz z działalnością Giuseppe Fiorellego wykopaliska nabrały naukowego charakteru.
- Istotne zniszczenia pozostawiła po sobie II wojna światowa, zwłaszcza dwukrotne alianckie bombardowania z sierpnia i października 1943 roku.
- W czasach powojennych plagą były nagminne kradzieże, prowadzone w sposób zorganizowany. Możliwe było jednorazowe wyprowadzenie po kilkaset kilogramów zabytków i fragmentów budowli. Z problemem uporano się dopiero po przeniesieniu do muzeów większości zabytków ruchomych i malowideł.
- Powolnie wydobywane spod ochronnej warstwy popiołu i tufu pozostałości padły ofiarą zmiennych warunków atmosferycznych i ekspansji roślinności (wietrzenie biologiczne). Szacuje się, że odsłonięto dotąd ponad 2/3 miasta, a państwu brakuje funduszy na zabezpieczenie posiadanych zabytków. Nie odkopany jeszcze obszar Pompejów i Herkulanum nie jest też całkowicie bezpieczny – substancje chemiczne (pestycydy, detergenty) przenikające wraz z wodą do ukrytych miejsc, powodują niszczenie, choć w o wiele mniejszym stopniu.
- Narastający ruch turystyczny oddziałuje na Pompeje dwojako: z jednej strony dostarcza pokaźnych funduszy na utrzymanie, z drugiej pogłębia jednak narastającą dewastację (śmieci, nieodpowiedzialne zachowanie zwiedzających, akty celowego wandalizmu).
- Dodatkowy czynnik destrukcyjny stanowią trzęsienia ziemi nawiedzające co pewien czas region Kampanii.

## Galeria zdjęć

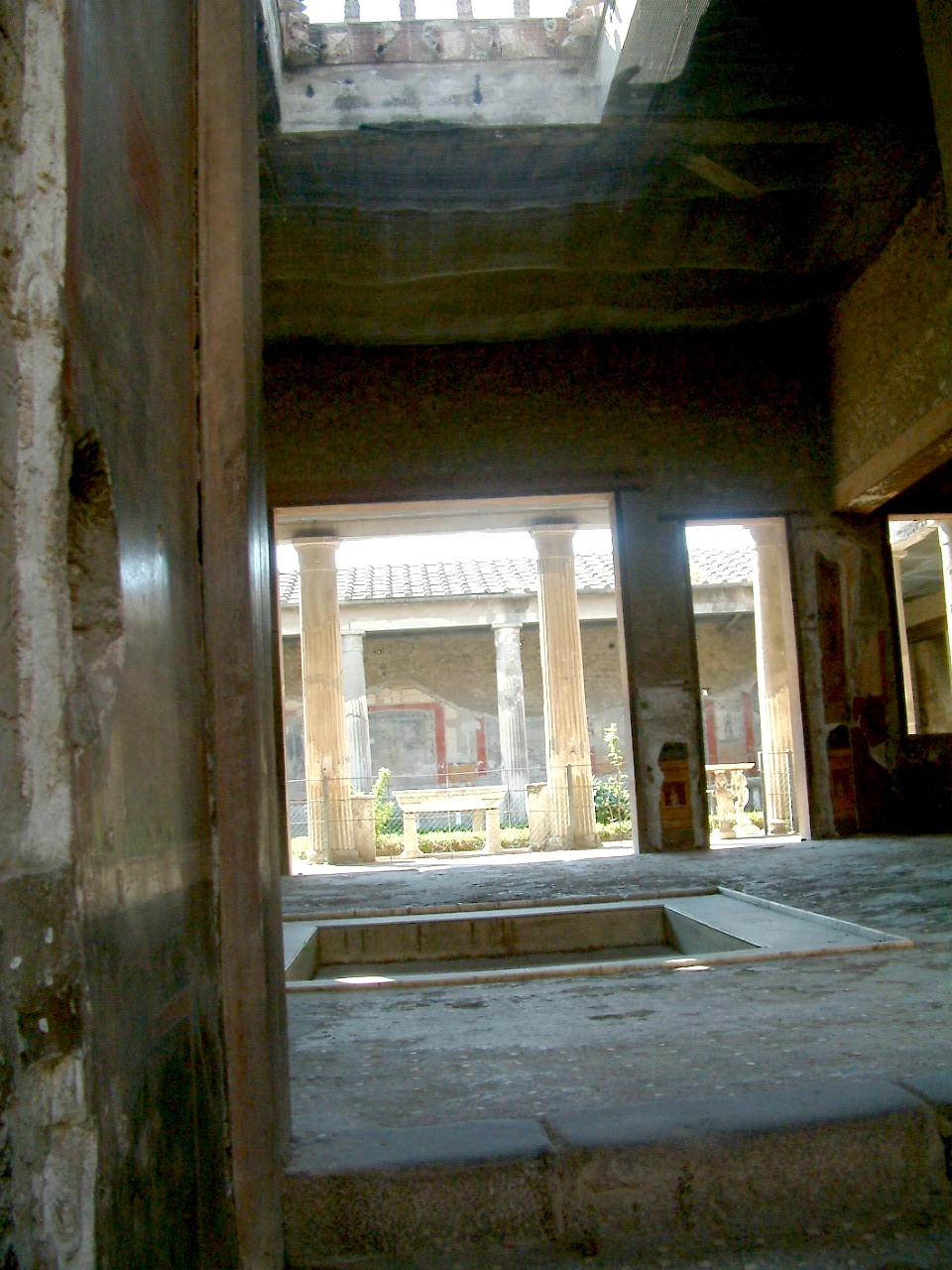
Dom mieszkalny z widokiem na perystyl
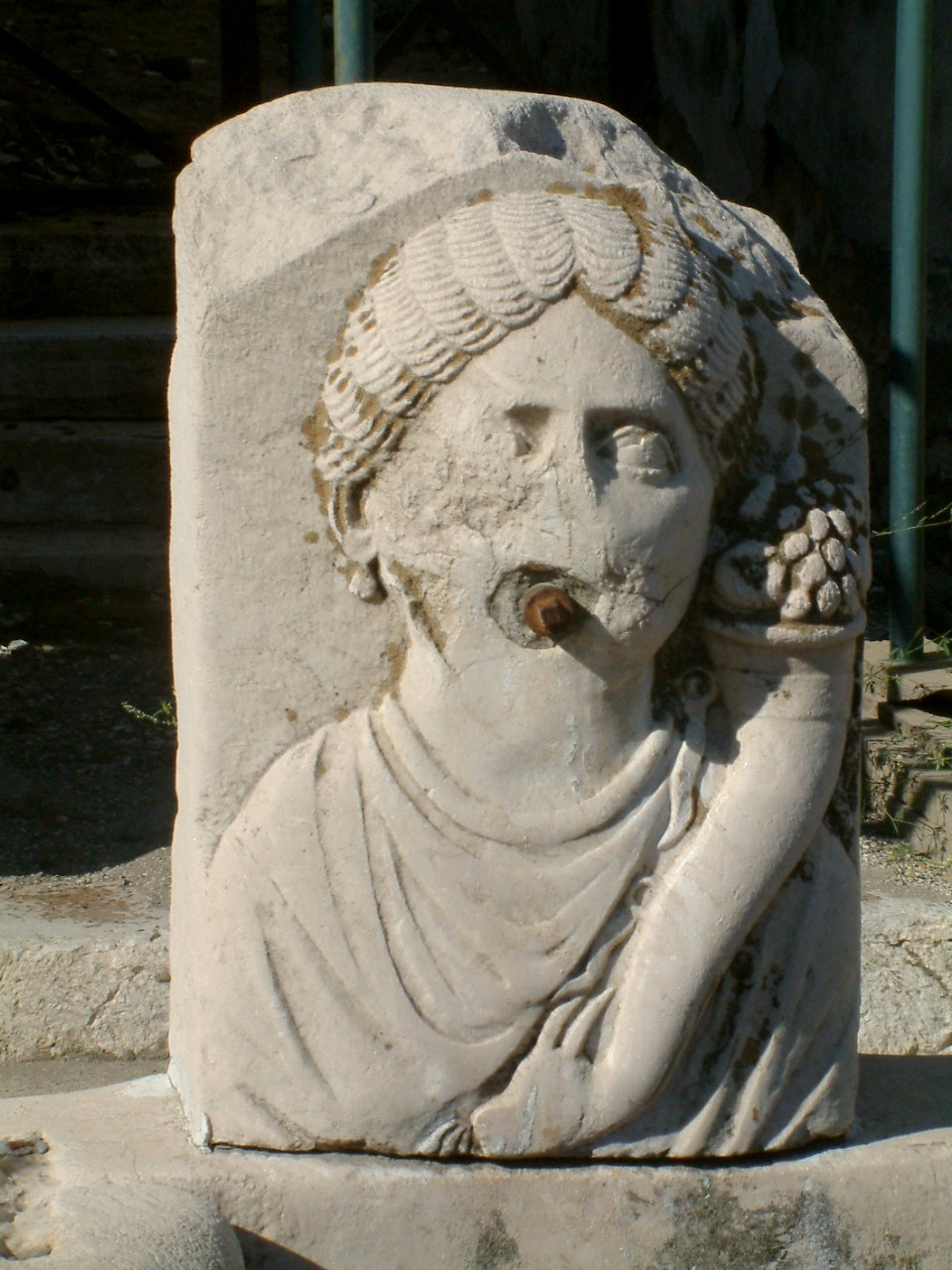
Szczegół fontanny
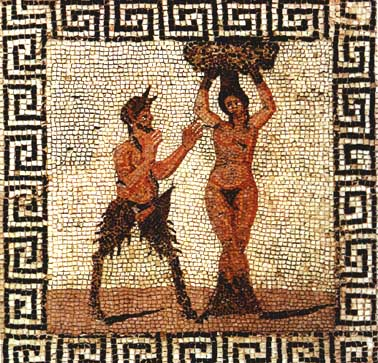
Mozaika przedstawiająca Pana i hamadriadę
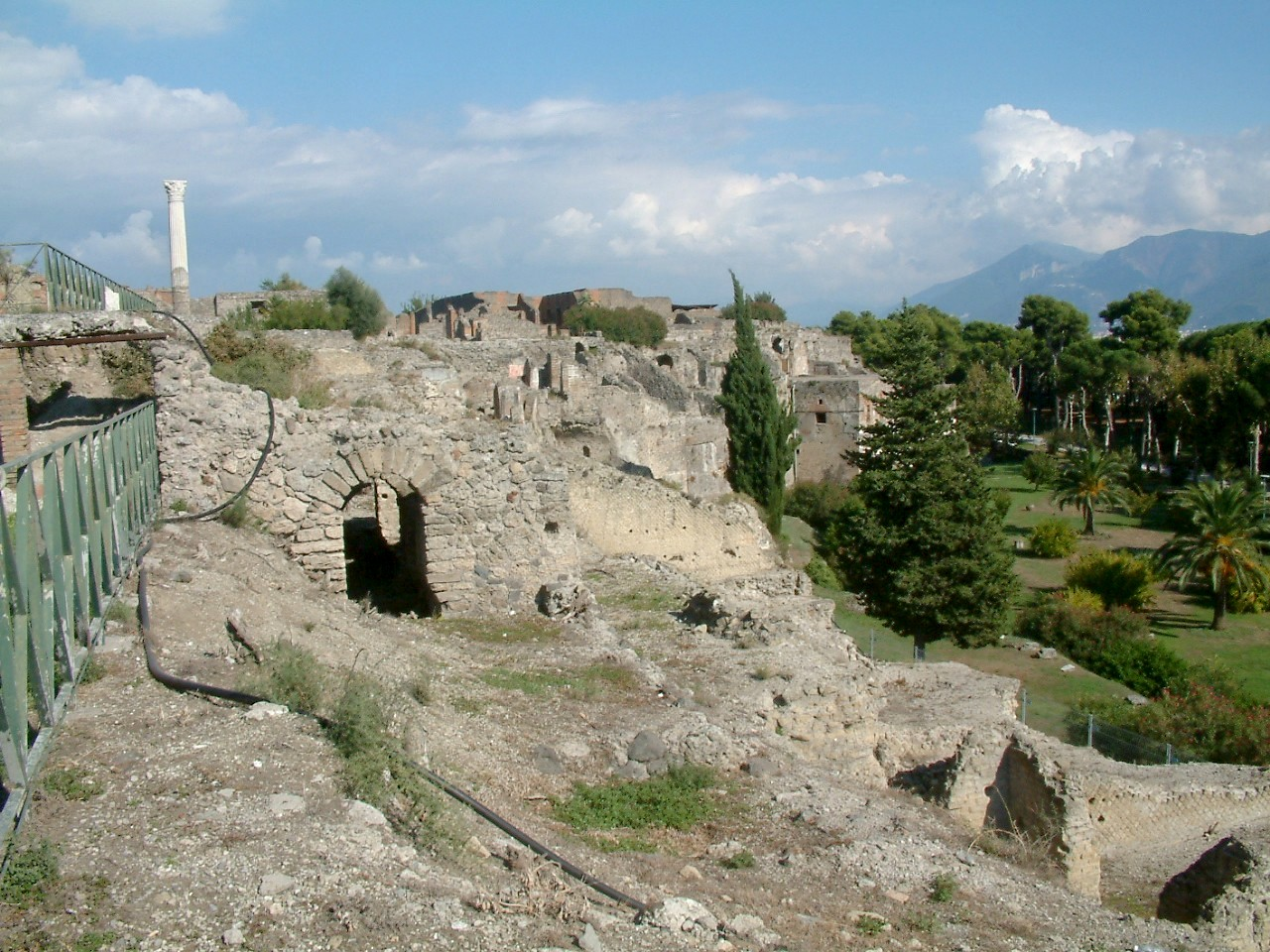
Mury z okresu samnickiego
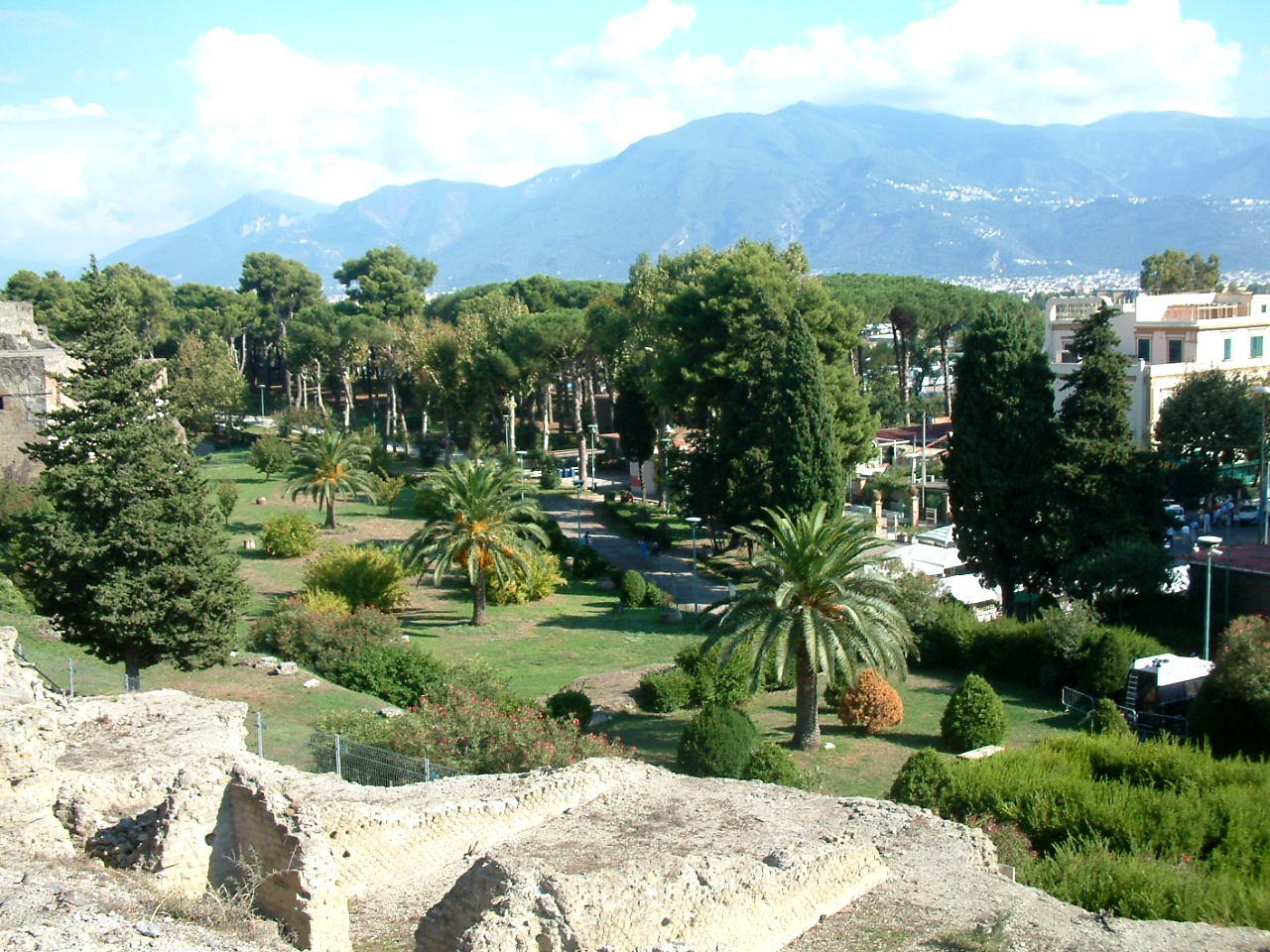
Widok w kierunku Campo Pompejanum
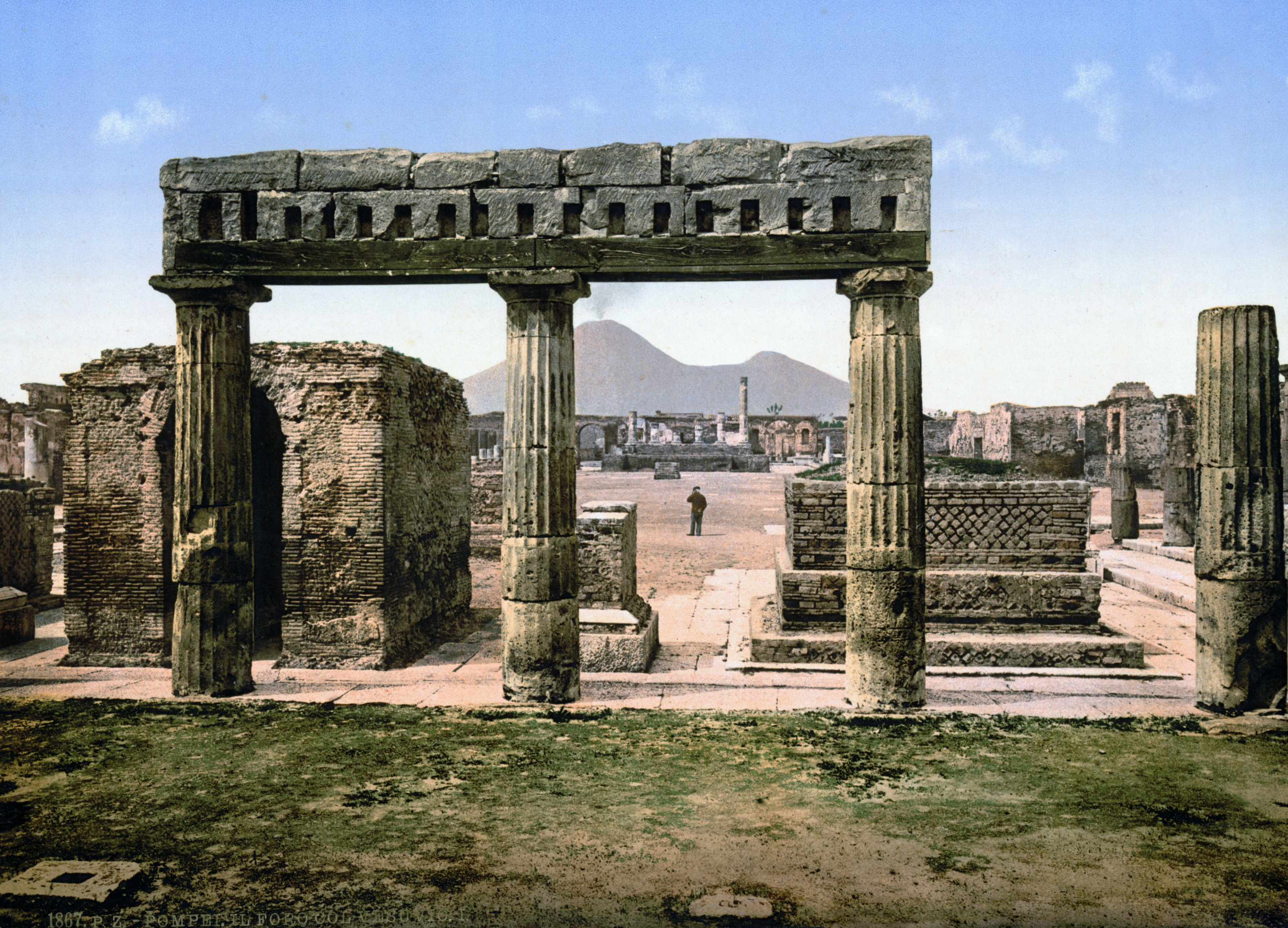
Forum w Pompejach
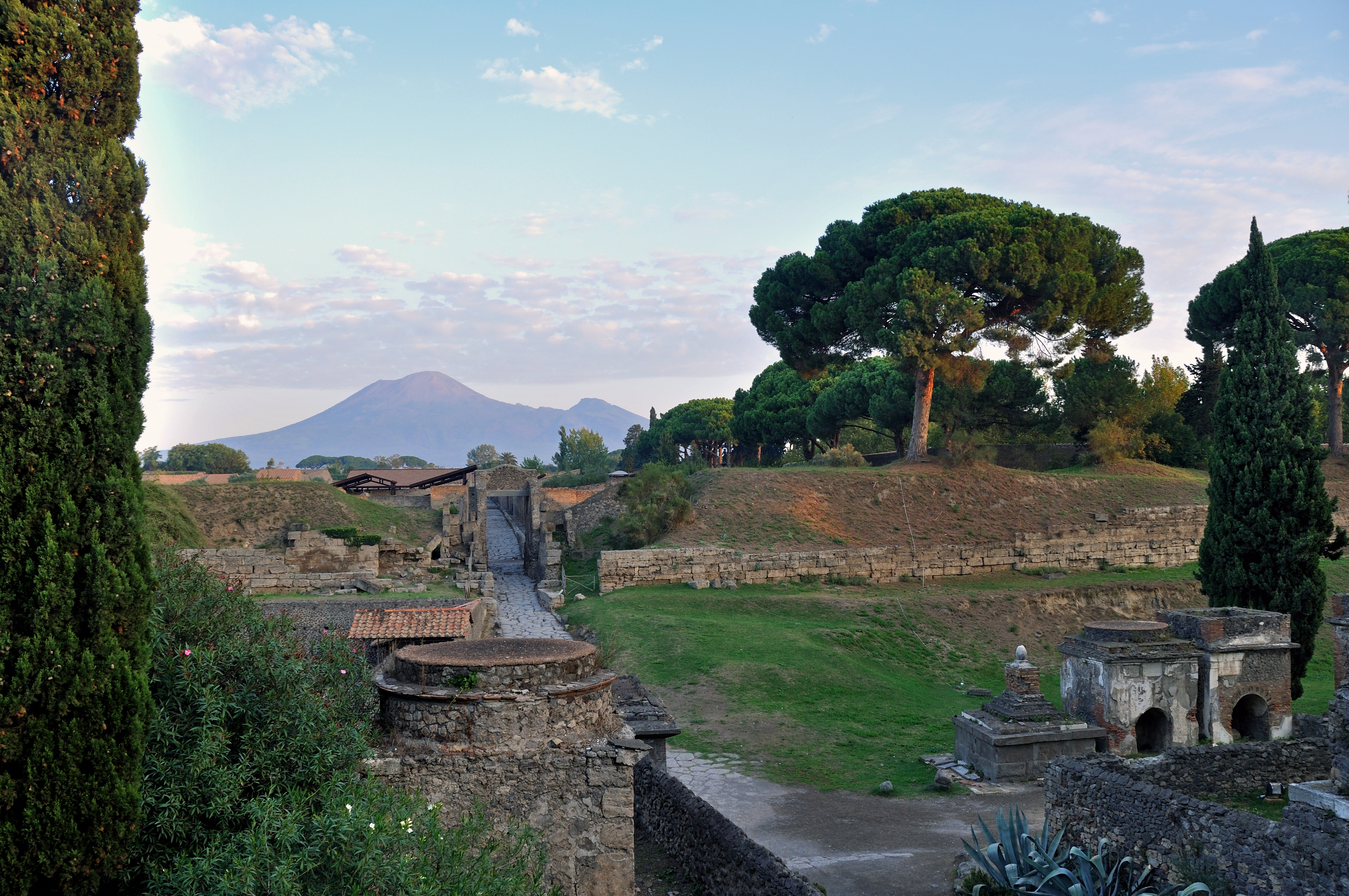
Groby i mauzolea nekropoli przy Porta Nocera

## W europejskiej kulturze masowej

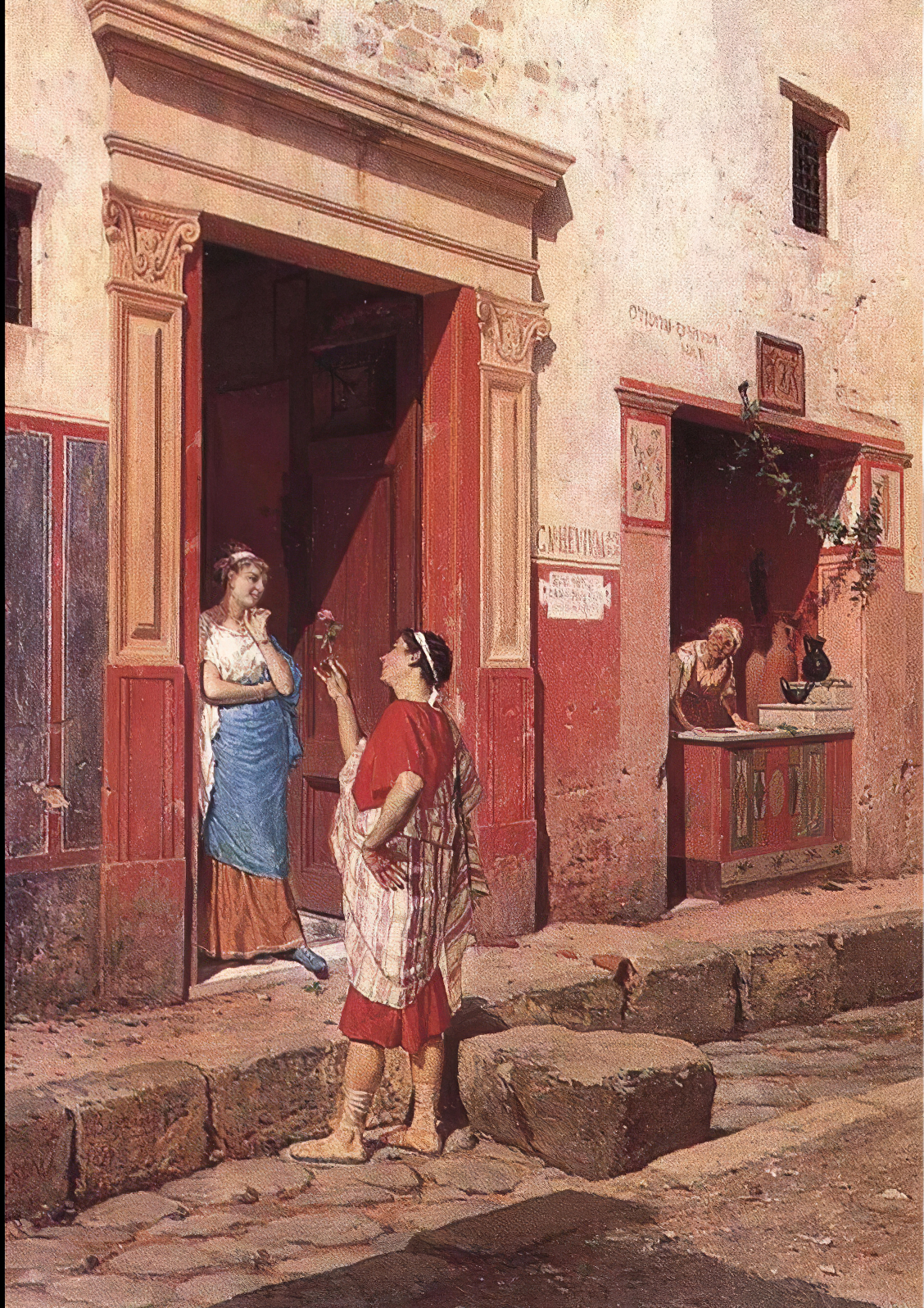
Wizja sceny ulicznej w starożytnych Pompejach (mal. Luigi Bazzani)

Pierwszą literacką wizją zagłady miasta była inspirowana dokonanymi odkryciami powieść lorda Lyttona Ostatnie dni Pompei (The Last Days of Pompeii, 1835, przekład polski 1840). Przypuszczalnie istotną rolę inspiracyjną odegrała też artystyczna wizja rosyjskiego malarza Briułłowa zawarta w monumentalnym obrazie Ostatni dzień Pompei (1927-33). W następnym stuleciu katastrofie z czasów antycznych poświęcił swą powieść Das sterbende Pompeji (Roman aus Pompejis letzten Tagen) Gustav Adolf Müller (1910), a w nowszych czasach zdarzenie to wykorzystał Philipp Vandenberg w powieści Pompejańczyk (Der Pompejaner, 1986). Opartą na antycznym przekazie własną wizję wybuchu Wezuwiusza i dalszej zagłady zawarł Robert Harris w historyczno-sensacyjnej powieści Pompeje (2003, przekład polski 2004). W  polskiej literaturze przedwojennej do tematyki tej sięgnął Władysław Zambrzycki, który w Pompejach przed wybuchem Wezuwiusza umieścił główną fabułę przygodowej powieści humorystycznej Nasza Pani Radosna (1931).
W twórczości muzycznej temat ten zapoczątkowała wystawiona w 1825 opera Giovanniego Paciniego zatytułowana L’ultimo giorno di Pompei. W tym samym stuleciu kontynuował go Errico Petrella wystawioną w 1858 roku operą Jone, ovvero L'ultimo giorno di Pompei (Ione albo ostatni dzień Pompei), z librettem ponownie opartym na powieści Edwarda Bulwer-Lyttona.
Odsłaniane sukcesywnie ruiny antycznego miasta dokumentował swymi akwarelami włoski malarz i architekt Luigi Bazzani, który poświęcił temu kilkadziesiąt lat pracy artystycznej na przełomie XIX/XX wieku.
Do malarzy rodzajowych szczególnie chętnie podejmujących antyczną tematykę pompejańską należeli Eduardo Ettore Forti, Emanuele Mollica, Federico Maldarelli, Roberto Bompiani, a także Giovanni Muzzioli, z twórców francuskich wyróżniał się Gustave Boulanger.